# 蛭子能収
蛭子 能収（えびす よしかず、1947年〈昭和22年〉10月21日 - ）は、日本の漫画家、タレント、エッセイスト。ファザーズコーポレーション所属。

## 概要
1947年（昭和22年）10月21日熊本県天草市生まれ。長崎県長崎市育ち。両親は徳島県出身である。8歳上の姉と5歳上の兄を持つ末っ子として誕生する。長崎市立戸町小学校、長崎市立戸町中学校卒業。、長崎商業高等学校卒業後、地元の看板店に就職するも、つげ義春の『ねじ式』に衝撃を受けて1970年に上京し、看板屋、ちり紙交換、ダスキンのセールスマンなどの職を経て『月刊漫画ガロ』（青林堂）1973年8月号掲載の入選作『パチンコ』で漫画家デビュー。その後、3年間の休筆期間を経て伝説的編集者の高杉弾と山崎春美の依頼により1979年に伝説的自販機本『Jam』（ジャム出版）でプロの商業漫画家として再デビューする。その後、ニューウェーブ自販機本『HEAVEN』での執筆を契機に官能劇画誌などの媒体にも進出し、アンダーグラウンドなエロ本を中心に数多くのエロ劇画や不条理漫画を発表する。以来特異な作風で注目を集め、元祖ヘタウマ漫画家としての地位を確立する。
1981年、初単行本『地獄に堕ちた教師ども』を青林堂から上梓、これを機にダスキンを退社して漫画家として独立する。1980年代後半からは柄本明との出会いを契機として芸能界でのタレント・俳優活動に比重を移し、1987年に劇団東京乾電池の公演「台所の灯」に出演して以降『笑っていいとも!』（フジテレビ）へのレギュラー出演やテレビドラマ『教師びんびん物語II』（フジテレビ）への出演を皮切りに数多くのテレビ番組に出演している。また、芸能活動と並行して狂気と毒をはらんだ前衛的で難解な漫画作品を精力的に発表し続け、商業的な成功には恵まれなかったが、日本漫画に新たな表現の地平を切り拓く。
呉智英の『現代マンガの全体像』で手塚治虫、大友克洋、楳図かずお、水木しげるらと並んで評価された漫画家の一人であり、2019年春に府中市美術館で開催された「へそまがり日本美術 禅画からヘタウマまで」では歌川国芳、萬鉄五郎、アンリ・ルソーら歴史的な美術家と並んで作品が展示された。
現在は青林工藝舎の漫画雑誌『アックス』にて特殊漫画家の根本敬と共に「隔月蛭子劇画プロダクション社内報」を連載中。
主な著書に漫画で『地獄に堕ちた教師ども』『私はバカになりたい』『私の彼は意味がない』『私は何も考えない』『なんとなくピンピン』『家族天国』『蛭子能収コレクション』、エッセイで『正直エビス』『ヘタウマな愛』『こんなオレでも働けた』『ひとりぼっちを笑うな』『蛭子能収のゆるゆる人生相談』など多数。

## 経歴

### 生い立ち
1947年（昭和22年）10月21日、熊本県牛深市（現天草市）生まれ、長崎県長崎市戸町育ち。5歳年上の兄と8歳年上の姉がいる末っ子。
少年時代は貸本劇画誌『影』や『街』を愛読しており、山森ススムや辰巳ヨシヒロの劇画を好んで読んでいた。映画にも関心を持ち、勅使河原宏監督の『砂の女』など前衛映画も進んで鑑賞した。
中学2年生の時に、不良グループに強制的に入らされ、いじめを受けていた。使い走りや持参した弁当をご飯と梅干しだけの日の丸弁当に無理矢理交換させられたり、学校で事件が起こると濡れ衣を着せられていた。家に帰るとノートに嫌いないじめっ子を殺す漫画をひたすら描いて、学校の不満などを発散させていたと語っている。この頃の将来の夢は「どこかの会社の事務員になること」であった。
長崎商業高等学校時代は、兄の勧めで美術クラブに所属。そこで初めてグラフィックデザインに出会い、横尾忠則、宇野亜喜良、粟津潔、亀倉雄策、佐伯俊男に大きな影響を受ける。当時はグラフィックデザイナー志望だったが、高校卒業後は地元の看板店に就職。当初からいずれは会社を辞めたいと思っていたと言い、看板店の同僚が主宰する漫画サークルに参加する。看板店には1965年から4年半勤務し、看板設置などの仕事をしていたが、漫画サークルで『ガロ』1968年6月増刊号「つげ義春特集」を読み『ねじ式』に感銘を受け、「大阪万博を見に行く」と嘘をついて1970年に無断で上京。

### 上京
上京後は出版社や映画会社への就職を志すも高卒を理由に断られ、再び看板屋の職に就く。看板屋では事ある毎に自分を執拗に怒鳴りつける先輩のしごきに耐える寮生活を送り、憤慨した蛭子は先輩の同僚を残酷に殺す漫画を描くなど、創作活動に当時の不満をぶつけていた。この看板屋時代の先輩を残酷に殺す漫画は『ガロ』1974年3月号掲載の『仕事風景』（青林工藝舎刊 『地獄に堕ちた教師ども』に収録）にて確認できる。
またこの頃からATG（日本アート・シアター・ギルド）関連の非商業的な前衛映画を数多く鑑賞し、映画監督に憧れて青山にあるシナリオセンターに1年ほど通っていた時期もあるが、非社交的な性格から集団制作に馴染めず「誰とも喋った記憶がない」ほど孤独な日々を過ごしていたという。また卒業制作に書いたシナリオも「起と承しかなくて転結がない」と講師に酷評される。ほどなく映画監督への道を諦め、最初から最後まで一人で作業が出来る漫画家に転向。劇画雑誌『ヤングコミック』（少年画報社）に持ち込みを行うが落選する。
1973年春、憧れの雑誌だった『ガロ』の発行元である青林堂に持ち込みを行う。投稿1作目の『狂気が彷徨う』は編集長の長井勝一にストーリーは評価されたものの、絵が技術不足であるという理由で落選する。その後、蛭子は苦手なGペンをやめて製図ペンに乗り換え、3か月後、青林堂に2作目となる原稿を持ち込み、ついに長井に才能を見出される。

### 『ガロ』入選
『月刊漫画ガロ』（青林堂）1973年8月号掲載の入選作『パチンコ』でプロの漫画家としてデビューを果たす。このデビュー作はタイトルが「パチンコ」であるがパチンコは一切出てこず、「パチンコに行こうとしても行けずに百貨店をさまよう男」を描いた奇妙なストーリーに仕上がっており、実際に見た夢に創作を交えて漫画にしている。
憧れていた『ガロ』で漫画家デビューを飾ったことについて蛭子は「ガロに入選するのは夢だったから、この時の喜びが今までの人生の中で一番嬉しかった。入選の通知を開けて狭い六畳のアパートで女房と一緒に飛び上がって喜んだ」と回想しており、奮発して100グラム50円の豚肉を50グラムだけ買ってカレーを作り二人だけのお祝いをしたという。
しかし、青林堂の経営難により原稿料が支払われることはなかった。蛭子によれば、青林堂に2作目（入選作）を持ち込んだ帰り間際、事前に編集長の長井勝一から「もし『ガロ』に入選して載ったとしても、原稿料は払えないんだけど、それでもいいですか」と説明を受けており、蛭子は入選を期待して「ええ、お金なんて、いいです」と言って青林堂を後にしたという。後に長井は蛭子がノーギャラでも『ガロ』に漫画を描き続けてくれたことに感謝の弁を述べている。

### ダスキン時代

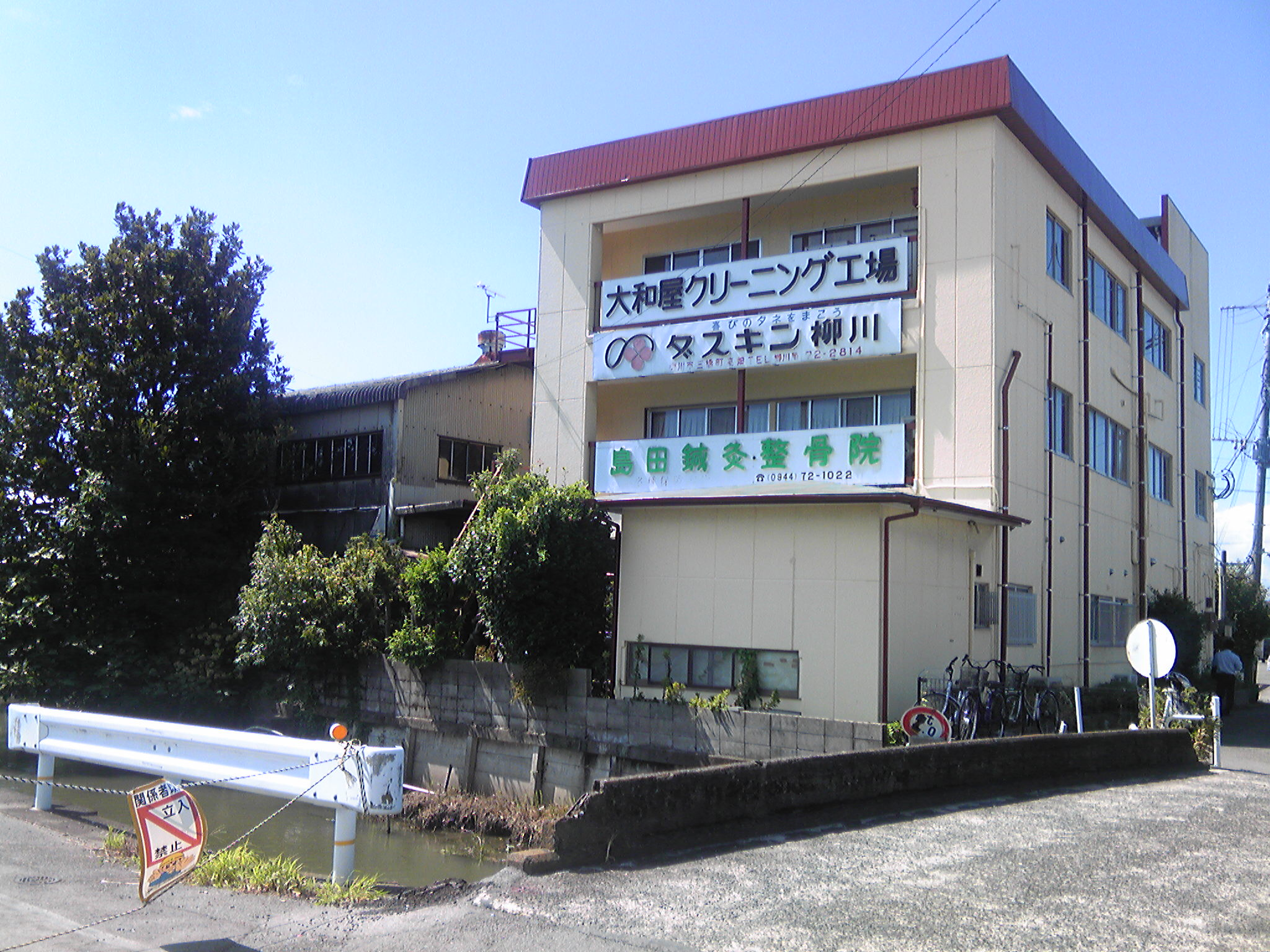
ダスキン工場のひとつ。蛭子が勤務していた㈲ダスキン練馬は現在も事業継続中である。

70年代は蛭子にとって不遇の時代であり、漫画家を諦めかけていた蛭子にチャンスをもたらした名物編集者の高杉弾から1979年に原稿を依頼されるまで彼の世間での知名度は皆無同然であった。
私生活では、長女の史英が生まれた1972年に結婚。その後はちり紙交換の職に就くが、1974年に長男の一郎が生まれたのを機に漫画を趣味と割り切り、有限会社ダスキン練馬のセールスマンに転職。しかし、金銭的には困窮しており、生活苦から生活保護を受給するに至った。
会社員時代の自身については、「どんな時でも目立たずに、自己主張なんてことは一切せず、何もかも上司の言いなりに動く会社員でしたね。まぁオレの性格が意見とかそういうのが言えないから、めんどくさい業務とか残業なんかも頼まれると断りたいけど断れないんですよ。心の貧しい生活を強いられている、それがサラリーマンだと思っていたんですよね」と回想している。
その後、糸井重里と湯村輝彦が共作した不条理漫画『ペンギンごはん』シリーズに刺激を受けるが、漫画では収入を一銭も得る事ができず、デビューから2年程で寡作になり、1976年7月号掲載の「愛の嵐」を最後に沈黙。以降『ガロ』での執筆は1981年6月号掲載「地獄のサラリーマン」まで5年間途絶えることになる。次第に蛭子は職業漫画家に限界を感じるようになり、郷里の長崎に帰る決意を固める。
1979年頃、初代『ガロ』編集長の長井勝一に別れの挨拶を述べるため神田神保町にあった青林堂を訪れる。しかし、蛭子の才能を惜しんだ長井は「単行本を出版して応援するから、あと一年頑張ってみて売れなかったら帰ればいい」と説得し、蛭子は安堵した様子で青林堂を後にしたという。後に長井は「俺も蛭子さんの才能はただものじゃないと思ってたから、あのとき力になれて本当によかったと思っているよ」と回想している。

### 伝説の自販機本『Jam』で再デビュー

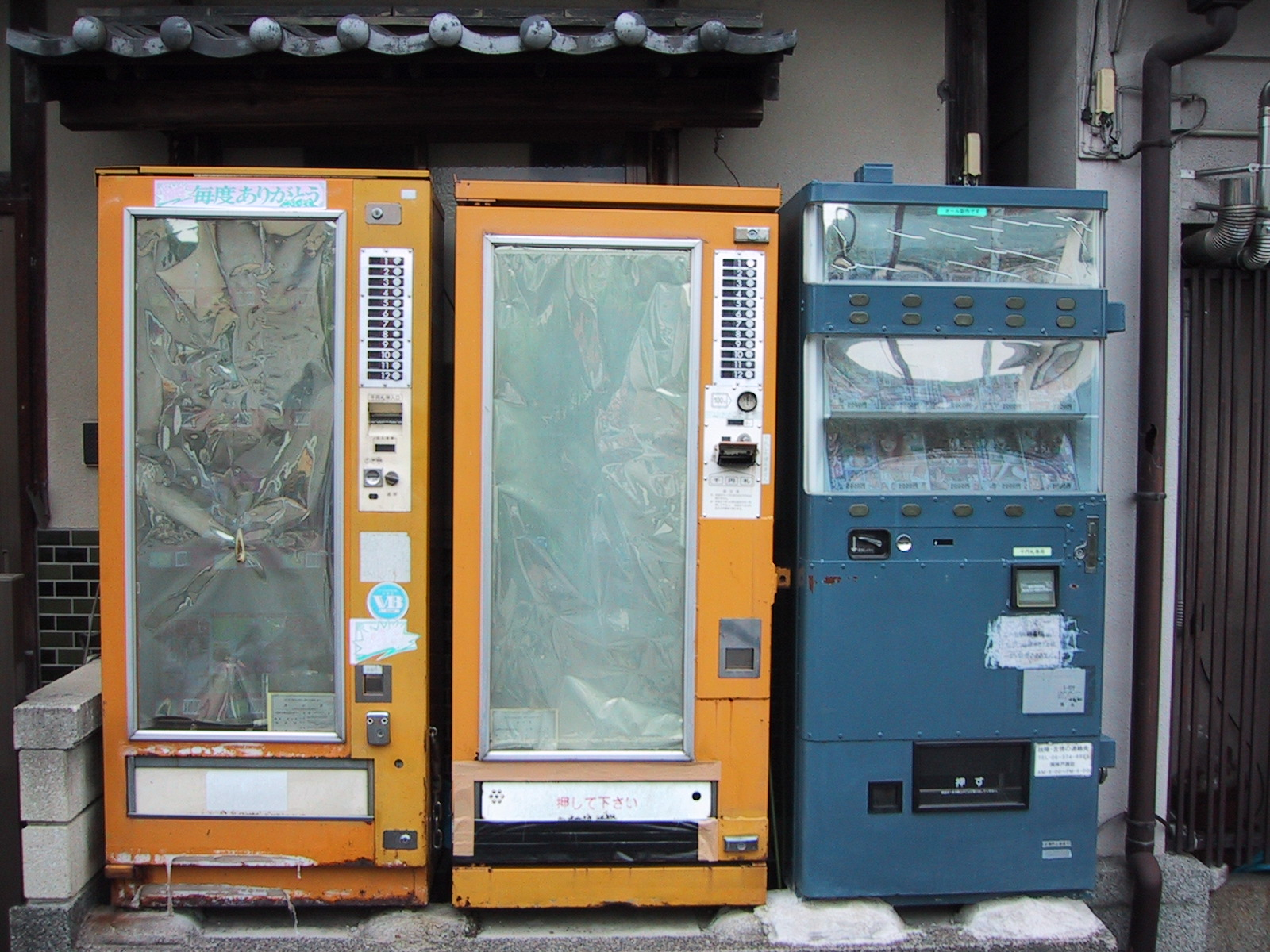
高杉弾が創刊した伝説の自動販売機用成人雑誌『Jam』『HEAVEN』は雑誌の常識を覆す過激な内容から今日では神話的存在となっている。

1979年、高杉弾と山崎春美の依頼により、伝説的自販機本『Jam』4号（1979年6月号）掲載の『不確実性の家族』にて再デビューを果たす。またこの時に漫画家としての収入を初めて得る。なお同誌では「天才漫画家・蛭子能収 Jamでカムバック!」という異色の触れ込みで紹介され、蛭子を編集長の高杉弾に推薦した山崎春美からは「天才漫画家の呼び声高くガロ以来久々に再登場したダスキンのセールスマン。生活の地獄より抽出されたかと見まごう極致の作品には、世紀末自暴自棄の止揚が見られる。とか何とかなにせ解釈不能」と評された。
それ以降も『ガロ』3代目編集長の渡辺和博との交代を挟みつつ隔月で同誌に作品を発表。後継誌『HEAVEN』（アリス出版／群雄社出版）でも引き続き連載を持つ。また支払われた原稿料も1頁4000円と高額であり、当初は半信半疑だった蛭子も銀行に振り込まれた16頁分の原稿料6万4000円を手にして「プロの漫画家として人生をやり直すことができるかもしれない」と希望を抱き始める。1980年1月には『Jam』終刊号（特別ゲリラ号）に自身の代表作となる『地獄に堕ちた教師ども』を発表する。
なお漫画家人生の転機となった『Jam』という雑誌は、創刊号で当時人気絶頂だった山口百恵のゴミ漁りを決行し、学校の答案用紙（妹28点・百恵67点）から使用済み生理用ナプキンまで「芸能人ゴミあさりシリーズ」と題して大々的に公開した伝説の自販機本として知られ、その他にもパンク・ロックやドラッグ・カルチャーの紹介に加えて皇室、臨済禅、神秘主義、現代美術、カルトムービー、接写ヌード、プロレス、オカルト、ビートニク、スーフィズム、サイケデリック、ニュー・ウェイヴ、フリーミュージックまでカウンターカルチャーを縦横無尽に取り上げ、それまでの雑誌の常識を蹂躙するパンクな誌面を展開したことから今日に至るまで神話のごとく語り継がれている。しかし当の蛭子本人は雑誌の内容を全く理解できず「自分の漫画が認められたことは大いにうれしかったが、その本は中味も何が何やら、さっぱり訳が分からないので、どうせ自分はこんなところでしか扱われないのさ、という自分に対して嘲笑のうずを巻いた。しかも、その本は自動販売機でしか売られていない、と言った。しかし、だからこそ自由な本造りができるんだ、とも言った。自動販売機の本なんか私は見たこともなかった。あんな自動販売機で本を買っている人の姿なんて見たことがない。しかし『Jam』という本には（当時『ガロ』編集長の）渡辺和博さんの漫画が載っていた。これだけが唯一、私には救いだった」と当時置かれた心境を回想している。
また高杉と山崎の第一印象についても「ヒッピーらしき風貌の人と、目の釣り上がったインテリらしき若い二人連れで、私が今まで付き合っているサラリーマン風な若者とはまるで違っていて、私は何やら胡散臭いなと思った」と回想するなど、決して好印象を与えるものではなかったというが、蛭子はこの二人の編集者に対して「オレの漫画に初めてお金を払ってくれた人生の恩人」「『ガロ』に作品が掲載されたものの、まったくの無名だったオレをプロの漫画家にしてくれた」と感謝しており、のちに蛭子は「そこで初めて原稿料らしい原稿料をもらったんですよ。隔月でキチンと締め切りもあったし。それでこの二人を信用するようになったんです。その二人に『会社を辞める』ということを話したら、『それなら他の編集者も紹介しますよ』と言ってくれて、出会いが広がっていって、定期的に漫画の収入が入るようになったんです。だから『Jam』の編集さんに会っていなかったら、漫画家になってなかったかもしれないんで、すごく感謝しているんです」「私は、この高杉弾と山崎春美という二人のおかげで、ついに夢であった漫画の仕事へ就くことができたのである。そして不当に扱われている自動販売機の本がいとおしくなった」 と述懐している。

### 漫画家として独立
1981年には初単行本である『地獄に堕ちた教師ども』が青林堂から刊行されるのを機にダスキンを退社して漫画家として独立する。
その後、高杉弾、山崎春美、単行本『地獄に堕ちた教師ども』の装丁を手がけたイラストレーターの湯村輝彦 らによる仕事や編集者の紹介もあり、三流劇画誌『漫画ピラニア』『漫画ラブ&エロス』『漫画カルメン』『劇画セルフ』『劇画ブッチャー』『漫画パーキング』やアリス出版の自販機本『EVE』『ガール&ガール』『ルーシー』『特写最前線』のほか『Jam』『HEAVEN』の系譜を受け継いだ群雄社の自販機本『フォトジェニカ』『スノッブ』『コレクター』など一般書店に並びにくいアンダーグラウンドなカルト系自販機雑誌で数多くの連載を持ち、後に「自販機本漫画界の大御所」と評されるが、これら雑誌はいずれも国立国会図書館に所蔵されておらず、その活動の全貌はつかみがたい。また、1970年代後半から1980年代中頃にかけて川崎ゆきお、宮西計三、平口広美、ひさうちみちお、近藤ようこ、根本敬と幻の名盤解放同盟、山野一、丸尾末広、杉作J太郎、マディ上原らガロ系の後輩漫画家も続々と自販機本や三流劇画誌に進出する。
1982年には山崎春美からの依頼でスーパー変態マガジン『Billy』（白夜書房）3月号で「スーパー変態インタビュー」 に顔出しで応じ、妻の流産を喜ぶ新進気鋭の異端漫画家としてメディアに素顔を公開するようになる。同年、長井勝一の著書『「ガロ」編集長』（筑摩書房）の出版記念パーティーで特殊漫画家の根本敬と因果的邂逅を果たす。
この頃からニューウェーブ系漫画家の一人として『ガロ』以外に『宝島』『漫金超』『平凡パンチ』『ビックリハウス』『アリスくらぶ』『ペリカンクラブ』『季刊コミックアゲイン』『月刊スーパーアクション』などの媒体へも進出。つげ義春やATG映画に影響されたシュールで不条理なギャグ漫画や暴力的なモチーフを多用するダークな漫画を描くようになる。絵は決して上手とは言えないながらも「ヘタウマ」という作風で注目される。
1983年には巻上公一のニュー・ウェイヴテクノポップバンド「ヒカシュー」のシングル『私はバカになりたい』のジャケット画を手がける。これを契機に恐悪狂人団、殺害塩化ビニール、ザ・ゲロゲリゲゲゲ、ハイテクノロジー・スーサイドなど日本を代表するハードコアパンクバンドやノイズミュージシャンのジャケットを手がけるようになり、オルタナティヴ・ミュージックシーンでも蛭子の存在が認知され始める。また「じゃがたら」を率いる江戸アケミからもジャケット画の依頼を生前に受けていたが、その数日後に江戸が自宅で事故死したため、実現することはなかった。
1985年には田口トモロヲのロックバンド「ばちかぶり」のインディーズ1stアルバムのジャケット画をナゴムレコード主宰者のケラ（現・ケラリーノ・サンドロヴィッチ）の依頼で手掛ける。これはナゴムレコード初の黒字レコードとなり（ナゴムはそれまでレコードを出す度に何十万円もの赤字を出していた）、これによりナゴムの自主制作音楽界での認知度は一気に上昇。そろそろナゴムをやめようと思い始めていたケラは同アルバムのヒットによってレーベルを続けていく決意をする。後にケラは「このレコードが爆発的に売れて、そこからインディーズブームなんて言葉が出来て、ナゴムレコードっていうのを背負っちゃったんだな自分はって思い始めた」と回想している。

### 漫画家からタレントへ
1980年代中頃、劇団東京乾電池の柄本明から劇団ポスターを依頼され、劇団に出入りするようになる。その後、柄本からの依頼で劇団東京乾電池の公演『台所の灯』（1987年5月15日・こまばアゴラ劇場上演）に出演する。
これがフジテレビプロデューサーの横澤彪の目に留まり、1987年に『笑っていいとも!』（フジテレビ）に文化人枠でレギュラー出演。
俳優として舞台活動もこなし、テレビドラマ『教師びんびん物語II』（フジテレビ）への出演を皮切りにテレビ番組に本格的に進出し、特異なキャラクターを活かした芸能活動に比重を移して数多くのバラエティ番組に出演している。
特にタレントとしての代表作であるテレビ東京系のバラエティ番組『ローカル路線バス乗り継ぎの旅』シリーズでは、リーダー役の太川陽介やゲストの女性タレントと共に日本各地の路線バスを乗り継いでいき、行き当たりばったりの珍道中を展開し、タレントとして再注目される契機となった。数多くのテレビ番組に出演する一方で、タレントの仕事はあくまでアルバイトとしている。
1997年、青林堂の内紛騒動で『ガロ』が休刊。その後、青林堂から分裂した青林工藝舎が新たに創刊した漫画雑誌『アックス』で特殊漫画家の根本敬や青林工藝舎の高市真紀らと共作活動を行う（後述）。
2003年に短編映画『諫山節考』で映画監督としてデビュー。この作品は元々シンガーソングライター・諫山実生のプロモーションビデオとして作られたものである。監督第2作目は2007年の『歌謡曲だよ、人生は』の「いとしのマックス／マックス・ア・ゴーゴー」（脚本も兼任）。

### 蛭子劇画プロダクション結成
2008年には『ガロ』の後輩漫画家で蛭子ウォッチャー の第一人者でもある特殊漫画家の根本敬からの依頼で、漫画共作ユニット「蛭子劇画プロダクション」を結成し、青林工藝舎の漫画雑誌『アックス』を拠点に現在も活動中である。メンバーは蛭子能収、根本敬、安部慎一（現在は脱退）、マスクベビー（湯村輝彦の息子）。担当編集者は青林工藝舎の高市真紀。
2010年には根本敬の依頼で国際特殊機関「ハッテンバプロダクション」を結成する。メンバーは蛭子能収、特殊漫画家の根本敬、パリ人肉事件で全世界を震撼させたカニバリストの佐川一政。これは「蛭子漫画が世界的に無名未評価でいいのか」という根本の考えから、漫画家としての蛭子能収や佐川一政をアーティストとして海外に売り込む目的で旗揚げされたアート集団である。
2011年には故郷・長崎の長崎歴史文化博物館において初の個展『えびすリアリズム -蛭子さんの展覧会-』が開催された。
2014年にはエッセイ『ひとりぼっちを笑うな』を上梓。本書では「小さな頃から“分相応”的なものに自分らしさを感じ“他人に害を与えない”ことを一番大事に考えてきた」と述べ、つながりや絆を必要以上に大事にする現代社会の風潮に懐疑的な立場で独自の持論を述べた。この「内向的な人間のための幸福論」として刊行された著書は15万部を売り上げるヒットとなり、活字本ながら蛭子最大のベストセラーとなった。
2016年には長編映画初主演となる任侠映画『任侠野郎』が公開。同年10月には青林工藝舎より『地獄に堕ちた教師ども』が35年ぶりに復刊された。
2019年春、府中市美術館で開催された「へそまがり日本美術 禅画からヘタウマまで」で現代のヘタウマ漫画家の代表として作品が展示された。
2020年7月9日放送のテレビ東京系「主治医が見つかる診療所2時間スペシャル」で、軽度の認知障害と診断された。レビー小体病とアルツハイマー型認知症の合併症であるという。蛭子本人は「今後の活動についてもできる限り続けていきたい」と話している。

## 漫画家として
「ガロ系」と呼ばれる日本のオルタナティブ・コミック作家のなかでも、特殊漫画家の根本敬・山野一・平口広美と並び極北に位置する最も過激な作風の不条理漫画家である。読む人を選ぶ非常にシュールな作風であり、不条理ギャグやギャンブルについての4コマ漫画、あるいは暴力的なモチーフを多用して内面のダークな世界を描き出す精神分裂的な作風で知られている。
根本敬・山田花子・大槻ケンヂ・山野一・花くまゆうさく・福満しげゆき・巻上公一・水野しず・武内享・遠藤ミチロウ・柄本明 など数多くのアーティストに多大な影響を与え、1980年代のアングラ・サブカルチャー界を席巻した事でも知られている。
独特の絵柄と他の追随を許さないエキセントリックな世界感を持っており、漫画の特徴を一言でいうと「暴力と狂気にまみれたシュールでグロテスクなナンセンス不条理ギャグ漫画」というようなものになる。作品は狂気と悪意に満ちており、日常の不満や歪んだ欲望に不気味な絵柄が相まって謎の緊張感が常に漂っている。登場人物は平凡なサラリーマンである事が多く、いずれも尋常でない汗をかいている。背景の舞台装置には何故かストーリーに関係なくUFOやドクロが置かれ、ストーリーの内容も「因果で陰鬱なプロット」「意味のない掛け合い」「オチのない結末」などが多く、救いのないオチがほとんどで、もはや言語解説不可能な域に達している。特殊漫画家の根本敬は漫画家としての蛭子能収を「狂気を内側から描いている人」と述べており、内面からの狂気を描いたブラックな作品が多い。呉智英は蛭子漫画について「被害者意識と憎悪とが混じりあった悪夢のような作風は、余人の追随を許さない」と評している。また早くから「ヘタウマ」というジャンルを確立した一人でもある。
後輩漫画家の山田花子は蛭子を「感じたまま、ありのままの自分をさらけ出して描いている本物の作家」と評価しており、漫画評論家の清水生も「蛭子は漫画において人間の本性を妥協なく露出している。蛭子漫画の恐ろしさはここにある。人間は家族でも夫婦でも恋人同士ですら憎んだり嫉妬したり裏切ったりする。蛭子は人間のあるがままの姿を直視し、それを彼流の手法でデフォルメして描き出す。彼の漫画に虚勢や見栄や気取りは通用しない」と述べている。これについて蛭子は「僕は文句を言ったりする勇敢な人より、つい何も言えずに我慢しながら生きている人が好きなんですよ。だからサラリーマンでも、一流会社で悠々とやってる人じゃなくて、低賃金のところでヒーヒーしている人をね。描いたりするのがね。弱い人間っていうのは、やっぱ魅力ありますよね」と語っている。
この様な作風のためメジャー誌での連載経験は皆無に等しく、主な執筆活動の場は、青林堂の『月刊漫画ガロ』や青林工藝舎の『アックス』など、極めて自由な創作が行えるマイナー志向の超カルト的サブカルチャー雑誌を中心に活動しており、アウトサイダー・アートに対応した“特殊漫画家”と呼ぶべき存在でもある。単行本は絶版や品切のため入手困難な状態が長年続いていたが、2016年に青林工藝舎から処女作品集『地獄に堕ちた教師ども』（1981年・青林堂）が35年ぶりに復刊された。
また初期作品の評価が高く『ガロ』副編集長の白取千夏雄は「青林堂から刊行された初期の『地獄に堕ちた教師ども』から『なんとなくピンピン』あたりまでの作品は本当に凄いと思っている。中でも初期3冊目くらいまでは鬼気迫る作風で、今読んでも『天才』だとさえ思う」と述べている。特殊漫画家の根本敬も「特に最初の単行本『地獄に堕ちた教師ども』と2冊目の『私はバカになりたい』は本当に凄いなァと何度読んでも感心し、そして深く胸に突き刺さった」と告白しており、「こんな漫画、絶対俺には描けない」と密かにコンプレックスを抱いていたことを明かしている。
自由な創作が行えるアンダーグラウンドには思い入れがあり、「暗いジメジメしたところのほうがやはりおもしろいですよ。そんなジメジメしたところでしか出ない美しさというものがアンダーグラウンドにはあるんです。それは本音の美しさですね。日の当たるあっちのほうは飾られた美しさです。オレはやっぱり地下活動、アンダーグラウンドが好きですね」といった発言 があることから大衆・万人に受け入れられる作品づくりにはあまり興味がない模様である。コラムニストの野々村文宏も「この人の漫画に一般受けもへったくれもないと言うべきだろう」と評しており、それゆえ漫画のファン層は非常に限られているが、その強烈な個性を露出した表現は他の追随を決して許さないものである。
漫画を描く際は、自分が見た夢をもとに漫画にするという特殊な技法で描いている（同じガロ系作家のつげ義春、逆柱いみり、山野一、ねこぢるも同様に「夢の世界」を再現したシュールな漫画を描いていた）。しかし、後に夢をあまり見なくなってからは、何となくネタを絞り出すようになったという。
「夢をもとに漫画を描く」という創作方法は、20歳のときに読んだつげ義春の漫画作品『ねじ式』に大きな影響を受けている。自著でも、「この世の中にこんな漫画があるのかって驚きましたね。とってもシュールな漫画なんですよ。不思議でヘンテコな世界だけど、芸術作品のような漫画にとにかく衝撃を受けてオレも漫画を描き始めました。それまではピストル殺人事件など素直な漫画を描いてたけど、この漫画を見てからはわけのわからない漫画を描くようになりました。それでようやく漫画で食えるようになったのは30歳半ばの頃。ずっと漫画家になりたいとコツコツやってきたから“生きがい”は見つかったと思いますよ。テレビの仕事は儲かるけど“やりがい”はありません。『ねじ式』のような作品を描いてみたいから今でも原稿料が出ない雑誌でも連載を持っているんです」と、漫画家人生を左右する程の衝撃を『ねじ式』から受けた事を幾度となく述べている。
また漫画では本心を描くので現実に怒りを感じる相手は「漫画の中で徹底的に殺す」 と話しており、実際の人物に配慮して特定できないように描いている。かつて息子をいじめていた同級生が冷蔵庫のプリンを勝手に食べた挙句、息子の顕微鏡を強引に借りていった事に憤慨した蛭子は、漫画『家族天国』の中で同様のシチュエーションを描き、この同級生らしき人物を最後にバットで殴り殺すオチを描いている。また学歴コンプレックスがある蛭子は東京大学出身の編集者と打ち合わせをした際も同様のシチュエーションを描き、日本刀でその編集者を惨殺する漫画を描いている。
漫画家活動初期は、そのキャラクターが知られていないこともあり、難解な前衛漫画を描く謎の天才漫画家として同業者やマニアックな読者に「この人は天才なのかキチガイなのか、あるいはその両方か、もしかしたら美大くずれの物凄いインテリなのかもしれない」と恐れられていた逸話がある。根本敬は『ガロ』のパーティー会場で蛭子と初めて会った際の印象について「神経質そうなさ、おっかない人を想像してたわけですよね。それで蛭子さんと実際に会って嘘だろ！って。やたら腰の低いペコペコばかりしている人畜無害そうなおっさんが実は蛭子さんだったというね」と大ショックを受けたことを自著『因果鉄道の旅』で回想している。
三流劇画誌『漫画大快楽』『漫画ピラニア』編集長の菅野邦明も、常識や倫理性を無視した過激極まりない不条理な漫画の内容から「蛭子能収という人はキチガイなのだろうか?」と怖がっていたという。インタビューの中で菅野は「蛭子さんに仕事を依頼したい一方で、最初は本人に会いたくなかったですね。やっぱりこの人キチガイじゃないかと思ってて。ちょうどその頃、あるパーティーに蛭子さんが渡辺和博さんと一緒に来てたんです。そこで紹介された蛭子さんは、作品からは想像もつかない、礼儀正しく大人しい人でびっくりしました」と、その落差に衝撃を受けたことを回想している。
青林工藝舎社長で『アックス』編集長の手塚能理子も「蛭子さんって作品と本人にものすごいギャップがあるというか。まあ、本当は最終的には無いんだけど、作品と作家本人の印象が全然違うじゃないですか。まだお目にかかる以前は、青白い顔した怖い人なのかと思っていたんですけど、会うと全然漫画とイメージが違う人で、『誰、この人？』みたいな感じでした」と語っている。
しかし、蛭子の言う「素人の時代」の波に乗り、気付いたらテレビに出始め「正体不明の不条理漫画家」から「さえない面白おじさん」として世間一般にキャラクターが知れ渡ると、描いている漫画と本人とのギャップのせいか、本業であるはずの漫画が売れなくなってしまったという。後に、そのキャラクターのおかげで「漫画家としての知的な印象がテレビ出演後は消えた」とインタビューで自虐したことがある。根本敬も「もっぱらアーティストとしての評価はおざなりで、特異なテレビタレントとして名高いが、それを惜しむ声も高い。しかし、肝心のアーティストとしての高い評価には本人はあまりにも無自覚であり無防備である」と述べている。
蛭子本人も「本当は自分の顔とか姿を人前に晒したくなかった」と述べており、「最初に舞台に出たのは柄本明さんから出てくれって頼まれたから。オレはホントは出たくなかったんですよ。それでテレビの依頼も来るようになって…。だけど、人から頼まれたことを断るのもイヤなんですよ。仕事にしたって、せっかく頼まれたら普通は断らないでしょ。ホントは一般の人に埋もれて普通に過ごしたかったんですよ。正直なところ、どうしてオレがテレビに出ているのか未だに不思議で仕方ありません」とテレビに出て顔が売れてしまった事には否定的なコメントを寄せている。
また、テレビに出て顔が広まると、見ず知らずの他人から日常的にいたずら電話されたり、不良に絡まれたり、競艇場で頭を叩かれたり、家の玄関にうんこを投げ入れられるなど嫌がらせを受けるようになったという。これについて「オレは芸能人の中でも特に絡まれやすいみたいで…だから本当はテレビに出たくないんですよ。それでもテレビに出るのはお金がいっぱい貰えるからです。オレは漫画家だし、社交的なのが本当に苦手なんで、テンションが高い芸能界の人との付き合いも苦痛で…ホントは変装なんかせず堂々と顔を晒して歩きたいんですよ」と複雑な感情を打ち明けている。
その一方で、「テレビ出演のギャラと比べても漫画の原稿料は格段に安い。『スーパーJOCKEY』での熱湯風呂のギャラは20万円だった。1日2本撮りなので2回熱湯に入るだけで40万円になる。こんな労働があるのかってすごくびっくりしましたよ。ある時、同級生に『お前あんな情けない仕事するなよ』と言われたが、僕は彼らの月給分をたった1日で稼いでいるのだからやめられるわけがない」とテレビの仕事に対する独自の持論を語っている。
1973年のデビューからアバンギャルドな不条理漫画を一貫して描いてきたが、インタビューで「オレの描く漫画は不条理漫画って呼ばれてますけど、きっと『宝島』で『不条理でポン』っていう4コマ漫画を描いてたからでしょうね。でも、オレの中ではまったく不条理ではなかったんですよ、ただやみくもにわけのわかんない漫画を描いていただけで、不条理っていう言葉にはまた別の意味があると思ってましたから。周りもオレの漫画を勝手に深読みしてくれたけど、ほとんど何の考えもなしにあっけらかんと漫画を描いているんです。私の漫画は意味がない」と述べている。

## 人物
因果者・電波系人間探訪の権威にして特殊漫画大統領の根本敬 は1982年に蛭子と邂逅して以来、蛭子ウォッチャーと称して定点観測やフィールドワークを長年続けている。また根本は著書や講演などを通して蛭子の恐怖伝説を広く一般に普及させた蛭子研究家の第一人者としても知られており、「うわべの素朴でお人好しなキャラクターとは裏腹に、その無意識、深層、いや存在の根源においてこれほどしたたかな奴は世界中探してもいない」「普通のおっさんに見えるが実はあれは余りの異常さが一回りして普通の地点に戻った普通さで、一般人が知らずに接すると必ず痛い目に遭う」 とも語っている。
一方で当の蛭子本人は自身の伝説について「まったく気にしませんね。だってオレの事をタダで宣伝してくれるんですから。それをテレビ局の人が見て次の仕事やお金につながるかもしれない。伊集院光さんや水道橋博士さんも、オレのことを『芸能界一のクズ』とか『芸能界一恐ろしい男』として、ラジオやテレビで宣伝してくれるんですよ」と肯定的に述べており「噂はどう転ぶかわかりません。逆に楽しんでいればいいんです」と一蹴している。実際に蛭子の噂を聞きつけた勝俣州和は、TBSテレビのバラエティ番組『水曜日のダウンタウン』に「蛭子能収を超えるクズそうそういない説」として検証企画を持ち込み、蛭子のクズエピソードがオンエアされている。
また根本は蛭子について「知的装飾の欠如した言動に特徴があり、物事の本質しか突かぬ」と分析しており、実際に蛭子は褒め言葉のつもりで大林素子に「セックスしたことあるの？」と尋ねて「何故かすごく困った顔をされた」という感想を述べている。また自著『正直エビス』でも「公明党は宗教政党」「いじめで自殺に追い込んだ子供たちは死刑にすべき」など歯に衣着せぬ過激な持論を展開しているが、これについて蛭子は「オレが常日頃から思ってることですから全然過激だとは思ってないんですけど」と述べており、インタビュアーに対して「どのへんが過激に見えましたか？」と逆に聞き返している。これについて根本は蛭子の本質を無意識過剰 と評し、「蛭子能収は蛭子能収という宇宙に住む蛭子能収という宇宙人だ。たかが漫画如きが、つまる、つまらないといった次元の話など蛭子宇宙の内部では全く問題にならない」とも語っている。また根本は「蛭子さんは動物性原理の塊であり、自意識やプライドなど人間的な意識がものすごく乏しい。自意識欠如の無意識過剰な人物であるが、そうでありながらも芸能人であり、高額所得者で社会的には成功者である。この常人には超えがたい矛盾を易々かつ無意識に乗り超え、日々生活していることが蛭子さんのすごさのひとつである」「蛭子さんはテレビで人気者ですけど、テレビって自意識過剰の固まりみたいな世界でしょ？そこに蛭子さんのような無意識過剰な人間がポンッと入ったんで注目されたんだと思う」 とも分析している。
この様に一般的な価値意識に左右されない自由奔放な発言や振る舞いで、物事の本質や核心をストレートに突くことが多く、自分の考えを包み隠さずに本音で話すので顰蹙を買うことも多々ある。これについて伊集院光は「人間は全員、素っ裸になれば蛭子さんとそれほど大差がない。社会通念に沿って何かそれを言わないようにしようとか、オブラートに包むとかあると思うけど、蛭子さんはそれを包み隠すことがなくむき出しなんですよ。真剣勝負の戦いに武器を持たずに素っ裸で来て、斬った者が負けるような感じが蛭子さんにはある」と解説している。なお蛭子ウォッチャーの吉田豪は蛭子について「馬鹿正直な合理主義者」と評しているほか、雑誌『HEAVEN』副編集長の野々村文宏は「すべての自称芸術家は社会的にもうひとつの顔としての“世間体”を演出している。ところが一介のダスキンのセールスマンとしての蛭子能収には、まったくといって良いほどこの“世間体”が欠落していたし、もともと蛭子能収という人格のなかには“世間体”を作り出すこころのメカニズムが欠如していたかもしれないのだ。市民生活のなかに芸術家の顔を持ち込めなかったのはこのためである」と解説している。
こうした建前や他人を意識しない言動が目立つため、エキセントリックなテレビタレントとして世代を問わず広く認知されているが、本人としては「自分が特別な存在であるなんて思ったことがない。子どものころから“目立ちたい”という発想もほぼ皆無でした。クラスにも目立ちたがり屋の子がいましたが、そういった“目立ちたい”という振る舞い自体がよくわからなかった。オレね本当に普通なんです。“オンリーワン”じゃなくて“ワンオブゼム”でいい、みんなの中の一人でいい」と述べている。

### エピソード
- 血液型はO型
- 酒、タバコは全くやらないが、自他共に認める無類のギャンブル好き（後述）。特に競艇にハマッているが競馬は基本的にやらない。
- フジテレビで放送されていたドラマ『いつも誰かに恋してるッ』では、宮沢りえの演じる桜井理子の父親役に抜擢され、雑誌アンケートの「父親にしたい芸能人」のNo.1にランクインしたこともある[81]。その翌年に日本テレビの『スーパーJOCKEY』にて、熱湯風呂にパンツ一丁で出演させられる様になると「父親にしたくない芸能人」のNo.1にランクインするようになった[81]。
- 笑いのツボが多少ズレており、シリアスなシーンで笑ってしまう癖がある（後述）。
- 好きな食べ物は一番はカレーライス[8]。以下、ラーメン、カツ丼、オムライス、ハンバーグ、カステラ、ソース焼きそば等。漁師の息子であるが魚類は大の苦手で、全く食べないという（蛭子曰く、魚の刺身は「醤油をつけないと魚の死体を食ってるみたい」との事である）[82]。
- 漫画家での収入はタレント業に比べて少なく、倉田真由美は「蛭子さんなんて漫画は全収入の1割以下じゃないだろうか」と述べている[83]。
- 影響を受けた漫画家につげ義春、花輪和一、渡辺和博、平口広美、湯村輝彦、山森ススム、辰巳ヨシヒロを挙げている。
- 『ガロ』の後輩漫画家である平口広美とは古くから交流を持っており、かつて所沢航空記念公園で蛭子チームと平口チームに分かれて根本敬、近藤ようこ、友沢ミミヨ、杉作J太郎、原律子、イワモトケンチらと共に漫画家野球対決も行っていた[29][67]。また特殊漫画家の根本敬とは2008年に「蛭子劇画プロダクション」という漫画共作ユニットを結成し、それぞれの画風・作風を真似て競作するなど関係は深い（ただし蛭子は根本の漫画を「読んでくれてない」そうだが[58]）。ちなみに平口広美が監督したアダルトビデオ『オジさんは泣いてます』（ビップ 1992年9月）には根本敬と共に友情出演したこともある[注釈 27]。
- 根本敬の出版記念パーティーに手土産としてトランクス1枚と72分の生カセットテープ2本分を贈呈したことがある。これについて根本は「あれは無意識の内に俺への評価をしてるんだと思うんだよ、蛭子さんにとって俺はトランクス1枚と72分の生カセットテープ2本程度の男なんだよね。それ以上でも以下でもない」と後に分析している[84]。
- 『ガロ』の後輩漫画家で元鬼畜系漫画家の山野一は、高校時代に自動販売機で買った伝説的自販機本『Jam』で初めて蛭子（ガロ系）の漫画を読み、再デビュー作の「不確実性の家族」に大ショックを受けたという[85]。後に山野は「何でエロ本にこんな漫画が載ってるのか理解できなかった。巷に氾濫してる手塚をルーツとするようなマンガとは、まったく別のものを見せられたようで、あ、こういうのもアリなんだ、と目から鱗が落ちたような気がしました」と回想している[85]。また山野は蛭子について「根本敬さんや僕と蛭子さんとは決定的な違いがあって…僕らはいつも傍観者なんですよ、気違いとかそういうものに対して普段は普通の常識人ですよ。でも、蛭子さんは本人が気違いそのものなんですよ。自分では認めないし、そんなこと思ってもいないだろうけど、確実な気違いですね、あれは。絶対勝てないですよ。あんな人のいいおっさんで売ってて、ポスターに家族でニコニコしてでっかく写ってるけど、あの人の頭の中は虚無の暗黒宇宙が広がってますよ」とも語っている[85]。
- 1973年のデビューから「自由な創作」が行える漫画雑誌『ガロ』に投稿を続けていたが、青林堂の経営難により原稿料が支払われることは一度も無かった。これについて蛭子本人は「あの出版社からは『ガロ』でデビューした時から35年間一度も原稿料もらっていません。でも、いいんです。オレはアングラの世界が好きだし、掲載してもらえるだけで嬉しいんです」と語っている[86]。『ガロ』の後継誌にあたる隔月発行の漫画雑誌『アックス』の連載でも青林工藝舎の経済的事情から「原稿料ゼロ」の状態が現在もなお続いている。
- サラリーマンを辞めて漫画家になろうとした1981年頃、『ガロ』の名物編集長で知られる長井勝一と水道橋の路上を歩いていると、長井は蛭子に「青林堂はなかなか経営が良くならないけど、僕は蛭子さんで儲けさせてもらおうと思ってるんだよ」と真剣な顔で述べたことがあるという。その時、蛭子は「果たして冗談で言ってるのだろうか、そもそも私の漫画ってそんなに売れるのだろうか？」と思い「社長、それは無理ですよ」と照れながらも真剣に言葉を返してしまったという。長井はそれから15年後の1996年に他界したが、蛭子は『ガロ』に寄稿した追悼文の中で「私は漫画では売れなかったけどテレビに出て自分のキャラクターで十分すぎる程食えるようになってしまった。実は長井さんは私に言ったのは別に漫画に限って言ってるわけではなかったのではないかと思っているのですよ」と回想している[87]。
- テレビ番組の「ぶらり旅」が実は苦手で、細かく計画を立て時間通りに旅行するタイプである。
- 「基本的に自分から他人に話しかけるのは大の苦手」と公言しており、自ら積極的に発言することは少ない。
- キノコ雲観賞用の無公害原爆というものを考えて漫画にしたことがある。また人が死ぬ漫画ばかり描く理由については「なんか人を殺さないといけない気になるんです」と山崎春美のインタビューで答えたことがある[8]。
- 少年時代から映画鑑賞が趣味であり、好きな映画に『遊星からの物体X』『砂の女』『ゴジラ』『日本春歌考』『幸福の黄色いハンカチ』『ウイークエンド』を挙げている。また、昔から涙腺が緩く、幸せに終わるラストシーンでは確実に泣いてしまう程である。
- 小学4年生になっても母親のおっぱいを飲み続けていたので、「今で言うマザコンだったのかもしれない」と述べている。また、漁師の父親は家を不在にすることが多く、兄姉もすでに独立していたので「ほとんど母子家庭の様だった」とも述べている。
- 12歳の時に修学旅行で彼の寝小便を心配して姉がついて来たことがある[5]。
- クイズ番組ではフリップでの回答提出の際に文章ではなくイラストを用いて回答していた。
- 『平凡パンチ』の編集部に置いていた漫画原稿を勝手にゴミ箱に捨てられたことがある[15]。
- パリ人肉事件の佐川一政と対談した際、「好きな人を食べてはいけない」と佐川に諭したことがある。この時、佐川は蛭子の言葉を受け「小さい頃に蛭子さんみたいな人が友達だったら、僕はこんな事件起こさなかったかもしれない」と述懐している[67]。
- 映画監督の山崎貴に「泣ける映画が面白い映画という訳じゃないですからね」と面と向かって発言したことがある[88]。
- 息子の結婚式でスピーチに立った際に、謙遜して「中の下くらいの結婚式ですみません」と述べてしまい顰蹙を買ったことがある[89]。
- いしかわじゅんは蛭子に漫画家のとがしやすたかと間違われたことがあると述べている[90]。
- みうらじゅんは子供が生まれた日に偶然蛭子と競艇場で取材の仕事をしており、蛭子に子供が生まれたことを報告すると「奇形児ですか？」と聞き返され、さらに「赤ん坊は頭蓋骨がまだくっついてないから、親指を入れるとクーッと入るんですよ」と返答されたという[13]。
- 元青林堂の山ノ井靖[注釈 28] の結婚式が福島県郡山市で催された際、40歳にして他人の結婚式に初めて呼ばれる。しかし、蛭子は正装でなく普段着で結婚式に訪れた[13]。その時の言い訳は「でもシャツは洗ってますし、髭も剃ってますよ」だった[72]。
- 数十年来の付き合いがある青林工藝舎の担当編集者高市真紀（山田花子の実妹）は、蛭子と初めて顔を合わせた際、初対面の蛭子が発した第一声が「アンタ猿に似てるねぇ」だったと回想している[91][92][93]。
- 高杉弾（伝説的自販機本『Jam』『HEAVEN』初代編集長）と山崎春美（オルタナティヴ・ロックバンド「ガセネタ」「TACO」のリーダー）を人生の恩人と慕っており、特に編集長の高杉弾について「あの時、私を拾ってくれたご恩は一生わすれません。なにしろ私の漫画に初めてお金を払ってくれた人ですから。それから漫画の注文がたくさん来るようになったのも、テレビの仕事が来るようになったのも、全て高杉さんのおかげです。この世で一番感謝してます」と語っている[94]。しかし、高杉は地上波のバラエティ番組を視聴する習慣がないため「タレントになっているという話は聞いたことあるけど、観たことは一度もない」とインタビューで語っている[95]。また高杉は蛭子に借金を断られた経験があるため「蛭子能収はじつは血も涙もない人非人だと思う。僕のことを恩人だなどと言いながら、かつて『ガロ』の手塚能理子さんと二人でウチに晩メシを食べに来たことさえすっかり忘れている。信用を回復したいと思ったら、今すぐ僕に10万円貸して下さい」[96]「あの人、なんかバカの一つ覚えみたいに、自分がこんなふうになれたのは、高杉さんのおかげですとか言ってんだけど、本当にそう思うんだったら、金貸してくれって、俺は言いたいんだけどね（笑）。100万ぐらい貸してくれてもいいのになあ。あの人もケチだからね。頭もおかしいしね」[97] とシニカルな態度で蛭子について語っている。また山崎春美も雑誌『スペクテイター』に寄稿した「人命事典」の中で「エピソードは数限りない。それもだいたいが『一人の人間として如何なものか』と考えさせられるものが多い。根本敬を紹介するのに『オレのことを面白可笑しく言って、それで食ってるヒト』ってのも大概、問題だけど、『アックス』編集の高市真紀さん捕まえて『妹だか姉だかが自殺して、それで食ってるヒト』ってねぇ…。山田花子を知らないヒトでなし。『こないだ競艇場に行ったら何年ぶりかに兄貴に会って、ほしたら兄貴の財布が見えて（と、いかにも可笑しげな表情に変わる）それが千円札何枚しかないんですよ…』。年収が億を超えるヒトの発言だろうか。やっぱりあのままダスキンで主任かなんか正社員になって、年金の心配でもしておいてもらった方が社会のためだった?」と批判めいた紹介を行っている[98]。
- 3人の子をもつ父親であるが子供に余り興味がなく「子供は好きではない」「子供と二人きりになると気まずい」「子供の成長に興味がない」と公言しており、5人の孫を持つ祖父でもあるが「孫の名前が難しくて覚えられない」など、孫にもあまり興味がなかった[99] が、近所に住んでいる義娘の子供とよく会うようになると、「血のつながっていない孫なのに可愛くて仕方がない」と思える様になったと語っている[100]。今は競艇、麻雀、パチンコ、映画の次くらいに孫といるのは好きになったという。
- 月に何日か妻から「よっちゃんデー」をもらい、その日は自由に好きなことができる。平和島競艇場にもよく行く。いい子でない時は「こよっちゃんデー」になり、半日ほどになる[101]。
- 笑福亭鶴瓶いわく「蛭子さんをどういじるかで芸人の腕が試される」と述べている。
- 2014年11月10日放送『私の何がイケないの?』（TBSテレビ）の脳検査で、軽度認知障害があることが発覚した。その後『アックス』（青林工藝舎）102号に「俺は絶対にボケないぞ! —田中氏の『認知症対策アイディア帳』より—」と題した漫画を根本敬との共作で発表している。
- 2016年2月13日放送の『ジョブチューン アノ職業のヒミツぶっちゃけます!』（TBSテレビ）でスタジオの出演者はおろか出演した赤城乳業の社員ですらまずいと述べ、売れ行きが芳しくなく、会社が3億円もの赤字を出す結果になったガリガリ君「リッチナポリタン味」を「うまい」と言って食べていたエピソードを出演した赤城乳業の社員が証言している。
- イベントなどで歌うように要請されると、いつも美輪明宏の「ヨイトマケの唄」や荒木一郎の「いとしのマックス」を歌う（カンペを読みながら）。蛭子いわく「ヨイトマケの唄を聴くと労働意欲が湧いてくる」という。高田渡のドキュメンタリー映画『タカダワタル的』の中にも「ヨイトマケの唄」を熱唱する蛭子の姿が収録されている。蛭子がカバーした「いとしのマックス」はアルバム『デジタルグルーヴ歌謡曲』に収録されたほか、ハッテンバプロダクションのトークイベントで「いとしのマックス」を熱唱する蛭子の姿が目撃されている[102]。
- コラムニストの鶴岡法斎は中学時代『ガロ』に持ち込みを行った所、長井勝一編集長に「滅茶苦茶にやるんならここまでやりなさい」と蛭子の漫画を見せられ、漫画家を挫折したことがある[84]。
- 平田オリザから「どの役を務めても絶対に蛭子さんにしか見えない、不思議なコンテキストを持つ俳優」と評されている。
- 初期の頃は、名前を「ひるこのうしゅう」と誤読されていたこともあった[8][103]。
- 人間関係の軋轢に苦しみ、24歳の若さで自殺した後輩漫画家の山田花子について「芸術を志している人が死を選ぶ時、それは命を賭けた最大の芸術を敢行したということになるのではないかと思うのです。彼女は最大の芸術を完成させ、死霊になって私達が驚く様子を見て笑っているのではないでしょうか」と評価した[104]。
- 特殊漫画家の根本敬は『ガロ』の先輩漫画家であった水木しげるの逝去に際して「漫画界のある種の系譜において水木先生は“天皇”で、蛭子さんは70歳手前までずっと“皇太子”だった。（2015年11月30日に他界した水木しげる御大に代わって）蛭子さんは12月1日に即位して1カ月だけの“蛭子元年”があり、今年は“蛭子2年”。水木先生は暴言を吐いても、あのキャラクターが認知されているから好意的に解釈された。似たような状況に蛭子さんがいます」と宣言した[105]。

### 発言・思想
- 「人生の目標は死なないこと、そして自由に生きること」を信条にしており、きっかけは小学生の時、父親の建てたやぐらから流れ星を眺めていた時に、「死んだらあの星みたいに消え去ってしまうのか」と急に“死”が頭をよぎり恐怖を覚えたためという。それ以来、誰かに殺されないために「出来るだけ人と群れないようにし、人から恨まれないように生きてきた」と述べている。また、「自由」に関しては、「あの流れ星のような一瞬の人生なんだから、他人の顔色を窺うこと無く死ぬまで楽しく自由に生きればいい。答えはそれだけ。もちろん自身が自由であるためには、他人の自由も尊重しないといけないという信念であり、それが鉄則なんです。自由気ままで自分勝手に生きていると思われているオレですが“自由に生きること”は絶対に守りたかったから、それでもいいんです」と述べている[106]。また、息子や娘にも「人はそれぞれ自由に生きればいい」として放任主義を取っていた。
- 「人から嫌われていると思ったことがない」とエッセイで述べており、「みんな嫌われるんじゃないかとか、友達だから嫌われたくないとか考えすぎです。他人にどう思われたっていいじゃないですか。僕は人から嫌われていると思ったことがない。だって人に迷惑をかけることをしていないもの。そう胸を張っていればいい」と持論を述べている。
- ブラックで過激な漫画の内容とは対照的に「殺戮なんて結局は虚しいだけ」として平和主義者である事を公言している。戦争に関しても「戦争ほど個人の自由を奪うものなんて他にない。誰かの自由を強制的に奪うようなものは、いかなる理由があっても断固として反対です」と強く否定的な意見を持っている。また稲田朋美防衛相が安保法に基づく新任務の訓練を開始すると表明したことについて「戦うのはアメリカに任せとけばいい」と事実上、皮肉を込めて批判している[107]。
- 偉そうにしたり恰好をつけたりするのが大の苦手と公言しており、「恰好をつけるとお金がかかって貧乏になり、最終的に恰好悪くなる」と述べている。
- 友達観に対して、「自由であることを第一に考えていると、友だちはいい存在である一方で、時には自由を妨げる存在にもなる。だから“誘われても断れる友達”以外は必要ない。友達の誘いだから断れないのはおかしい。誘いを断れないような間柄を友達というのなら、僕は友達なんていりません。実際に友達になると大体は私の方が立場は弱く、相手の言いなりになってパシリになる役回りなので、積極的に友達をつくろうと思ったことは昔からほとんどありません。たしかに友達は少ないですが、全然、寂しくなんかありませんよ。あんまり自分が孤独だと思い続けていると、いつしか得体の知れない狂気に変わってしまうこともあります。オレは女房さえいれば、友達なんかいてもいなくてもいいかな」と独自の持論を述べている[108]。
- 集団行動などの“群れ”にも懐疑的な立場を取っており、「昔の学生運動にしろ オウム真理教にしろ、最初は友達から始まったものが、行き着いた先は犯罪であり、殺し合いですよ。何人かが集まると、大体、リーダーというか親分が出てきます。そういう人についていけば、考えなくていいから楽かもしれませんが、その先には死が待ち構えているかもしれない。これは恐ろしいことですよ。集団では個人の自由が無くなり、リーダーの命令を聞かないと叩かれる。自分で正しい判断ができなくなるんです。最近SNSなどで様々な人につながることが流行っていますが、一方で色々な事件も起こっていますよね。LINEのグループチャットで悪口を言われたひとりが、悪口を言っていた友達を殺してしまった事件とかね。最初は友達だったのに仲間割れしていく。だって人の考えなんてそれぞれだからね。それを無理やりまとめていこうとすると、最悪の場合殺人に行き着くことさえある。あんまり友達とべったり仲良くし過ぎると、将来敵同士になる可能性があるんです」と独自の持論を述べ、現代の「人付き合い」や「つながり礼賛」の風潮に疑問を投げかけている[109]。その一方で、趣味を共有するグループなど、限られた目的を持ったグループには肯定的な立場を取っている[110][111]。
- 裁判員制度について「行くのがめんどくさいから反対」という本音を語っている[112]。
- 長崎時代にベ平連のデモに参加したことがあるが「あれ見てる方もやる方も恥ずかしいですね」と回想している[8]。
- 女遊びや浮気をする男性に対し「家に帰れば嫁さんとタダでヤレるのに（浮気する）理由が分からない」と批判的な意見を持っている[113]。
- 「幸せな家庭は他人に見せつけない方がいい。誰に見られてるか分からないし、もしかしたら不幸そうな人が傍からジーっと見ているかもしれない」と独自の持論を述べており、幸福そうな人達が通り魔に惨殺されるだけの漫画を描いたこともある[注釈 29]。
- 不特定多数の人が見るブログやSNSで“幸せアピール”をする事に疑問を抱いており、「他人の幸せそうな姿なんて見て誰が喜ぶの？みんな不幸になるように呪いをかけてるかもよ。とにかく人にやっかまれることはしないほうがいい。絶対にしっぺ返しが来る。そもそも他人に好かれよう嫌われまいという気持ちが強すぎ。大体、今日これ食べたとかどこに行ったとか、うちのネコちゃんが可愛いとか、要するに“私楽しい人生を送ってます”というアピールでしょ？そんなもん誰も知りたくないし、どうでもいい。人間が知りたいのは他人の不幸。だから楽しいことは一切投稿するなと言いたい」と批判的な意見を述べている[114]。
- 日本尊厳死協会に入っており、「寝たきりになって意識もないのに、人の世話になってまで生き続けたいと思わない。介護や看病されて過ごすのもまっぴらです。だって、自分が何より大切にしてきたのは自由だし、その自由を他人から奪ってまで長生きしたいと思わない。だから今の医学でも回復の見込みがない状態になったら延命措置をせず、その時を迎えます」と述べている[106]。
- かつてテレビ番組で「エレベーターの底が抜ける気がして怖い」と発言し、周りから「そんなことありえない」と笑われたことがあるが、ほどなくしてエレベーターでの死傷事故が多発し、社会問題に発展した。
- アンガールズの田中卓志が「スベっているのに仕事が急激に増えた」と悩んでいた頃に雑誌の対談で蛭子に相談したところ、蛭子は漫画の原稿を間違えて他誌の編集部へ送った経験を述べた。蛭子によると、「数日が過ぎてから、競艇雑誌にエッチな漫画を、エッチな雑誌に競艇の漫画をあべこべに送ってしまったことに気づいたけど、結局どちらの編集部からも“漫画の原稿うちのじゃないですよ”と言われず、そのまま雑誌に掲載されて、その後もこの件について、どこからも何も言ってこなかった。誰も俺の漫画なんか見ていない」と田中に述べ、「だからさ（田中君が悩むほど）世の中の人は田中君のことは見てないから気にせずやったら良いよ」と励ました[注釈 30][115][116]。
- 「自己主張しない」という持論を持っており、「自己主張は自分の心のなかにこそ持っているべきで、それを口に出して言わない方がいいと思うんですよ。自分にただ言い聞かせるだけで。そうしたら人と喧嘩しなくて済む。自己主張を口に出して言うと他の人の自己主張と対立してしまうかもしれないし、言い合ったところでたいした問題でもないかもしれない。そういう場合は、意見があったとしても向こうがそう言っているならその場は降りる。相手を立たせてあげるということも大事ですよ」と述べている。その一方で、「自分のやりたいことができるかできないかは、そのやりたいことに他人が関わる程度によると思います。自分がどうしてもやりたいことで他人が関わってくる話ならば、やっぱり相手をしっかり説得する必要があります。ただ、説得は自己主張とは違います」とも述べている[117]。
- 「お金は貸したら返ってこない、だから絶対に貸さない」という持論を持っており、恩人の高杉弾から借金を頼まれた時も「高杉さんに貸しても返ってこないから」とはっきり断ったことがある[95]。蛭子自身「テレビに出るようになってから、昔の友達じゃないかという人からわんさか電話がかかってきましたが、結局みんなの目的は『金を貸してくれ』でした。人に金を借りにくる人はだいたい無計画で無責任。もちろん貸した金が返ってくるはずもなく踏み倒されて大損しました。でも、しつこく返してくれとも言えないし、言えない自分がまた嫌で、そんな気持ちになるくらいなら友達なんていらないですよ」と過去の苦い経験を語っており[118]、息子にも「とにかくお金を借りず貸さず盗まずに生きなさい」とだけ教育していた。
- 職業差別問題について「この世にはありとあらゆる職業があって、誰かしらがそれをこなしているわけだから、仕事に上下の差をつけるという考えが間違っているのだ。人に必要とされるものに差別があってはならないとオレは思う」と持論を述べ、批判的な意見を持っている[119]。
- 児童虐待問題について「子供を虐待する親は人として発達していない、人間になる途中の人。抵抗できない子供を虐待する親は“病気”として捉えるべき」と述べている。
- 温厚でのんびりしたような性格に見えるがとてもせっかちである。本人曰く、「ちょっとでも暇な時間があったら好きなことをぱっとやる。無駄には使わない。せっかくの日曜日だというのに家で朝まで寝ていたり、CD聴いてたり、パソコンいじってたり、テレビ見てたり、休日を家でボンヤリ過ごす、これはもうギャンブラー失格です。ギャンブラー失格というよりも人間失格ですね。自分で何がしたいか解らないと、ただボーッとしているだけになっちゃう。だから自分のしたいことを考えないと。それを持っていない人はやはりちょっとおかしいですよね。一人でいられないから人に流されて人に使われるようになっちゃう。群れることに一生懸命になる人って本当にしたい事なんて無いんじゃないですか。一生、他人に使われて終わるんじゃないかと思いますよ」とコメントしている[120]。
- 芸能人ではビートたけしを最も尊敬しており、「いつも自分の思った事を説得力を持った上で自由にコメントしている。芸にしても時に滅茶苦茶なことをわざとやったりして、とっても自由。さらに、自分の好きな映画も撮って、国際映画祭で賞もたくさんもらっている。類い稀な才能に溢れた凄い人だと思います。でもなにより尊敬するのは、芸能界の大御所であるにも関わらず、いつだって謙虚なところかもしれない。憧れの存在です」と述べている[121]。
- 死生観について「オレが死んだ時は誰も葬式に来てくれなくていいからね」と述べており、「オレは死んでしまったら魂も意識もなくなってしまうと思っているんです。あの世にいったら亡くなった家族の元に帰れるんだ、という考えもありません。そんなオレのために生きている人がわざわざ墓参りに来て欲しくないですね。人の自由な時間を奪いたくありませんからね。オレが死んだら食べても良いですし、葬式で笑われても構わないですね。遺灰なんてそのあたりの土手でもいいし、道路でも川でも適当にまいてくれればいいですよ。死んだらもう自分としては意識がないんだから何もしてくれんでもいいですよ。親族も悲しがってくれなくていいです。悲しんでもらってもオレにはわからないんだから全然必要ないですね」と持論を語っている[76]。また、「過去に死んだ人より今を生きる人と過ごす時間を大事にしたい、冷たいって思われるかもしれないけど」とも述べている。
- 生きていく上で一番幸せなことは「自分の考えている事を行動に移して実現すること」と述べている。

### 仕事に対する姿勢
- 仕事観について「サラリーマンの仕事なんてみっともないことばかり、心の貧しい生活を強いられているのがサラリーマン」「仕事はつらいことをする代わりにお金をもらうもの、お金を貰えるなら何でも我慢できる、どんな悩みも困ったこともすべてお金が解決してくれる」「仕事をしている間は雇い主に自分の考えも時間も拘束されていると割り切っているので嫌なことがあっても我慢できる。プライドはあんまり持たないこと」「夢を追いかけ続けるのはいいけど、生活するためのお金はどこか別で稼がなくちゃダメ、衣食足りてこその夢の追求なのだから漫画だけで食えない作家は趣味に徹するべき」「上に立つ立場になっても実力がないのなら立派なことをしようと力まない方がいい」「仕事でやりがいや生きがいを見つけようとするのが間違い。仕事で輝くという人生は変、人は競艇場で輝くために働くんです」という持論を持っており、テレビの仕事で心がけていることについては「ディレクターの指示どおり動き、自分の意見は余り主張しないこと。仕事はお金をもらっている以上、諦めて何でもハイハイ言ってたらいいんです」と述べている[122]。なお蛭子はクラスの同窓会で同級生にテレビの熱湯風呂の仕事を「みっともないことばかりしている」と言われたことがあるが、それに対して「あれ一回でサラリーマンの月収分稼いでいる」と心の中で言い返したことがあるという。
- テレビ出演当初から「温厚で気が弱そうな人畜無害おじさん」として、出演者や司会者になじられても常にニコニコ笑っている印象で知られる。そのため、いじられキャラやヨゴレ系キャラとしてバラエティ番組に出演させられることが多くなり、番組内でギョウ虫検査を受けさせられた事もある。なかでも日本テレビの大晦日特番『絶対に笑ってはいけない地球防衛軍24時』内では「蛭子能収の汗を基に作られた塩大福を出演者が知らずに食べる」という過激なネタが放映され、全国の視聴者に強烈なトラウマを植え付ける事となった（ちなみに塩大福を食べたのは月亭方正と遠藤章造）。しかし本人は依頼された仕事は生命に関わる仕事以外は絶対に断らない主義である[13][123]。これはサラリーマン時代から仕事でつらい事があっても金を貰う対価として割り切れる姿勢から来ているという[47][124][125]。また、いつも笑っているのは「子供の頃から自然に身についたもの」としており「理由もなくニコニコ笑っていれば、相手が正直な気持ちを言いやすいようになるじゃないですか。言うまでもなく、ムッとしているよりは言いやすいですよね」と理由を述べている[126]。
- 漫画家仲間の根本敬は蛭子のキャラクターを「知的装飾の欠如した言動に特徴があり、物事の本質しか突かぬ蛭子の言葉と特徴的な振る舞いは、その"くまのプーさん"の着ぐるみがずぶ濡れになった様な風体と独特のキャラクターがコメディー番組などで大いに受けるところとなった」と分析しており[68]、その世間一般の常識にとらわれない、モラルに頓着しない振る舞いゆえ、共演者や視聴者の顰蹙を買うことが多いが、本人は「“視聴者受けするようなことを言わなくては”とは絶対に思いませんでした。だって、それではウソになってしまうから。それで共演者や視聴者から顰蹙を買うようなことがあっても、自分自身でいるためには自分を偽らない事しか手段がなかったんです」と述べている。
- 楽屋挨拶はしない立場を取っており、楽屋では漫画を描いたり競艇の予想をするなど気ままに過ごしていた。そのため“礼儀知らず”と他人から責められ、「自分よりランクが下の人間には挨拶しない」という事実無根の噂も流された経験があるというが、本人曰く「あいさつという行為そのものが、逆に相手の迷惑になってしまうんじゃないかって考えてしまうんです。別に礼を欠こうと思ってそうしているわけじゃないし、むしろ相手の貴重な時間を奪ってしまうことが怖い」と持論を述べている[127]。
- 「お金に汲々とすることは人としても大切」という持論を持っており、「お金にあくせくして、何がいけないんですかね。オレはずっと貧乏暮らしで漫画だけでは食っていけないから、ちり紙交換などいろんなバイトもしました。その頃は家族が一ヶ月暮らしていける生活費を計算して、その分を稼ぐため、とにかく必死に仕事をしていました」と述べている。
- 今までにタレント業だけで億単位の収入を稼いでおり、ピーク時には1億円もの年収があった。漫画でも月50万円もの収入があるが「あくまで貧乏人の振りをしている」と述べており、「貧乏人を装って必要以上にヘコヘコして笑われるように持っていってるところがありますね。そうすれば視聴者は自分より下の奴がテレビに出てるって安心するんですよ。金持ちだと思われると妬まれたり、恨まれたりするでしょ。だからオレは貧乏人をずっと装い続けているの」とラジオパーソナリティの伊集院光に話したことがある。
- 女性誌のインタビューでも「自分が一番情けないことをどんどん見せて、他人が自分をバカにする態度を見て楽しんでいればいい。向こうはバカにしたつもりでいても、こっちはわざとバカにされるように仕向けているんだから、『あいつは自分をこういう風に見ているんだな』って逆に楽しめばいいし、バカにされることを受け入れた方がいいと思うよ。その方が、気がラクになると思うんだけどなぁ。そんで、自分は誰もバカにしないように気をつけてたらいいじゃん。それにバカにする人がいたとしても、そいつが自分をどう思ってるかなんてそんなに重要かなぁ」と持論を述べている。
- 女性自身の連載コラム『蛭子能収のゆるゆる人生相談』でも「そうは見えないだろうけど、オレは意外と計算高い」と述べており、「オレはこう見えて世の中の動きを見ているんです。マンガも“ヘタウマ”の時代に、期を逃したらダメだと思って、描きまくりました。テレビも“素人の時代”と言われた時期があって、その波にうまく乗ったんです。時代の波に乗るコツは、競艇場で人の観察をすることですね。レースに熱中しているふりをしながら、そこに集まる人を見ているんです。オレは意外と計算高いんですよ」と述べている[128][注釈 31]。

### ギャンブル
- 無類のギャンブル好きで競艇から麻雀、パチンコ、カジノまでオールラウンドにこなす。妻とラスベガス旅行中もカジノにはまった。丁半、チンチロリンなど大衆博戯も得意領域である。競馬は得意領域ではないためスポーツ新聞の予想を頼りにしている。競馬にのめり込まない理由として「動物に興味がない」「動物に癒されたことはない」「人と動物は気持ちが通じ合わない」「気持ちが通じ合うとすれば、それは人間の思い込み」と独自の倫理観を展開している[129]。
- 高校在学中「高校生はパチンコ禁止」という学校のルールを守り続け、高校の卒業式終了と同時にパチンコ屋に直行した。全国民の中で、高校卒業後に最速でパチンコ屋へ行ったのは自分ではないかと回想している[130]。
- これまでにギャンブルで1億円以上負けている[131]。ただし、借金は一銭もなく「ギャンブルで失敗しても自業自得なんだし身から出た錆。借金してギャンブルは確実に地獄行き」と持論を述べている。
- 2006年8月には出身地長崎県にある大村競艇場で「蛭子能収杯」という一般戦の冠レースが開催され、初日の10 - 12レースは蛭子自らが番組編成に当たった。競艇選手以外の個人名の冠レースは、この蛭子能収杯が競艇史上初。また、2008年からは、大村競艇場で開催されたオール女子戦（2008年と2009年は女子リーグ）のサブタイトルとして「真夏の女王蛭子能収杯」が付けられ、「蛭子ドリーム」と名づけられた初日の12Rのドリーム戦は、蛭子自らメンバー選定、番組編成に当たっている。
- また2008年から、多摩川競艇場にて「多摩川蛭子カップ」という一般戦の冠レースが開催されている。ここでも初日の後半2レースで蛭子自ら番組編成に当たっている。
- 競艇以外の公営競技では1996年にばんえい競馬のイメージキャラクターを務めていた。
- 1998年11月に、東京都新宿区歌舞伎町の麻雀店で麻雀賭博の現行犯で逮捕[132]、約4か月の間タレントとしての活動を自粛した。その際に、「自分があんな（あの程度の安い）レートで警察の御用になるんだったら、東尾さんなんか懲役ものじゃないのか」と語っていたが[133]、後に「図に乗っていたので、ここで一度落とされて良かった」と回想している[134]。なお、当時は偶然居合わせて逮捕されたように扱われていたが、2018年のインタビューでは当時連載していた雑誌に賭けた金額を書いていたことで警察から直接警告されていたにもかかわらず、単位を「円」から「点」に変えて連載を続けたことで反省の態度を示していないと思われたのではないかという趣旨の推測をしている[135]。
- 本人をモチーフとしたパチンコ台「CR蛭子能収」「CR蛭人」（高尾より発売）も登場した。

### 家族
兄と姉の三人兄弟の末っ子。最初の妻との間に儲けた1男1女と、現在の妻の連れ子である義娘の計3人の父。
愛妻家として広く知られており、前妻と死別した際「人間って誰かを幸せにしたり喜ばせるために生まれてくると思ってるんですよ。で、一番身近な誰かって、結局は家族でしょう。女房は俺を幸せにするために生まれてきた。そして俺は女房を喜ばせるのが運命だった。そういうことではないですかね」と著書『ヘタウマな愛』で述べた事がある。
奥さんと仲の良い秘訣については「一緒の布団で寝ること」とのことで「俺は夫婦が別々の布団で寝ることが、別れの始まりだと思ってたから、布団を別々にするのだけはタブーにしていた。だからどんなにケンカしても、それだけはしなかった。背中合わせでもいいから、夫婦は同じ布団で寝なきゃいけないと思う」「激しい夫婦ゲンカをしても、同じ布団で寝れば肌も触れ合う。そうすると自然と仲直りしているんですよ」と語っていた。そんな不遇の時代を支えてくれた最初の妻は2001年に肺高血圧症で死去。前妻の死によって寄り添う相手の居ない「本当の孤独」に襲われたことを述べている。
寂しさのあまりマネージャーや周囲の女性に必死でアプローチをかけたが、すべて失敗したという。その2年後の2003年4月に雑誌『女性自身』のお見合いパーティー企画で19歳年下の女性と知り合い、3年半に及ぶ交際の末、2007年1月に再婚。再婚を機に、それまで住んでいた埼玉県所沢市を離れ新居を構えた。
両親は徳島県海部郡日和佐町（現・美波町） 出身。父親の蛭子鹿之助（1905年 - 1969年）は漁師。漁業の町である日和佐は、えびす信仰が根強く恵比須や戎といった地区名が数多く残っている。しかし、日和佐で蛭子を名乗ったのは蛭子一家だけだったという。鹿之助の生涯についてはNHK総合のドキュメンタリー番組『ファミリーヒストリー』で詳しく取り上げられたことがある。
長男の蛭子一郎（1974年 - ）はKID所属の元ゲームプログラマーで、ノイジークロークを経て現在はプラチナゲームズ所属のサウンドデザイナー。一郎の名前は俳優で歌手の荒木一郎から取られている。かつて日本テレビのバラエティ番組『スーパーJOCKEY』に出演し親子で熱湯風呂に入らされたこともある。

### 故郷に対する想い
海と山と島の自然が見える故郷・長崎には思い入れがあり、実家があった場所に女神大橋の橋脚が完成したことについて、「自然の中に鉄骨がある風景はあんまり好きじゃない。島がいっぱいあって、夕日がきれいな景色とかは、ずっと大切にしてほしい」とコメントしている。

### 笑い上戸
子供の頃から笑ってはいけない場面で笑ってしまう失笑恐怖症を患っており、小学校の国語の時間で教科書を朗読する際にも必ず笑ってしまい、ほかの生徒達が面白がって笑ってくれても、段々と白けていき、静かな教室で自分の苦しい笑い声と先生の怖そうな顔が目立って冷や汗をかいたという。
病院でも笑う癖があり、歯科医院の治療で顔を真っ赤にしながら笑いを我慢していると思わず涙がこぼれ、看護婦に「痛かったですか？」と勘違いされたことがある。眼科で治療に臨んだ時も、目医者が頬に目薬を一滴落としただけで思わず二、三分間も笑い続けた。親戚が亡くなった際にも仲が良かった親戚の女の子と葬式の一番後ろに着いて、ずっと二人で笑っていたという。この時から常に「親の葬式の時は果たして笑わないでいられるだろうか」「どれほど深刻ぶる事が出来るのだろうか」と悩んでいたと単行本『私はバカになりたい』（1982年・青林堂）の「あとがき」で述べている。
出演するテレビ番組でも、悲しい場面で笑ってしまい、生放送だったため、CMに切り替えられたことがある。きたろうは以前に蛭子と共演した際、蛭子が「きたろうさんが刑事役をやるのがおかしい」と笑ってばかりでNGを連発してしまい、ひどい目に遭っている。競走馬のテンポイントの感動シーンでも、ひとり爆笑して雰囲気を壊したことがある。また、雑誌の企画で杉作J太郎の包茎手術の様子を漫画に描くため手術現場に同行した際にも「あそこがキノコ雲になってる」と終始爆笑していたことが明かされている。
蛭子自身も「結婚式も葬式もパーティも“式”そのものがすごく苦手で特に葬式は極力行かないようにしている」と述べており、知人の葬式でも「参列者全員が神妙な顔をしている」「笑ってはいけないシリアスなシーンにいる自分が滑稽」ということがおかしくて笑ってしまい、そのため「笑う悪魔」というニックネームを付けられたこともある。
1992年に投身自殺した山田花子の自宅に弔問した時も、仏壇に向かって焼香する際に笑いを我慢することに耐えきれず、肩を震わせて嗚咽を漏らしていたという（横で見ていた特殊漫画家の根本敬とマディ上原も蛭子につられて笑いそうになった）。後に蛭子は「線香を上げてるときに、オレの後ろには山田花子さんの両親がいたんだけど『頼むからそこからオレを見たら泣いてる風に間違えてくれ』と思っていた。きっと、向こうの両親にはオレが悲しんで泣いてるみたいに見えたと思う」と回想している。
この悪い癖のため、逸見政孝の追悼番組で出演を拒否されたこともあった。この出演を見送らせたディレクターは1994年に交通事故死しており、ビートたけしも同年交通事故を起こし頭蓋骨の陥没骨折や顔面麻痺の重傷を負っている。たけしは事故の前に蛭子のサイン本を貰っていることから「呪われているんじゃないか」とも語っている。1999年に逝去したビートたけしの母の葬儀に参列した時も笑顔で葬式を過ごし、北野家の遺族達を激怒させたと言う。
交通事故死した自身のファンクラブ会長の遺体と霊安室で対面した際には、棺の中に自著『なんとなくピンピン』が収められているのを見て笑いが止まらなくなったという逸話がある。また根本敬の証言によれば『なんとなくピンピン』のサイン本を貰った人間のうち4人が交通事故に遭っており、そのうち2人は死亡している。サイン本を貰っていたみうらじゅんもタイでバイク事故に巻き込まれ、麻酔なしで手術を受ける羽目になったという。これらのエピソードから根本は「直接ではないが間接的には何人も殺している」とも語っている。また根本の担当編集者であった白取千夏雄も「蛭子さんを『理解せず』付き合うと、死ぬこともあるので注意が必要だ」と警鐘を鳴らしていた。
自身の母親の葬式でも終始笑顔で、親類にたしなめられたという。26年ぶりに再会した実兄も母親の葬式を笑顔で過ごし、葬儀終了後に2人でパチンコに出掛けようとしたという。ただし、最愛の元妻が亡くなった時は唯一涙を流して悲しんだ。その後、「オレは両親が死んだときでさえ泣かなかった。人でなしと思われるかもしれないが、人前で変に感情をあらわにするなんて、恥ずかしいことだと思っていた。でもこの時は生まれて初めて本当の孤独というものを知ったのかもしれない」と語っている。

### 認知症
2020年7月、マネージャーや妻から「最近もの忘れの症状が進行している感じがある」という意見から「主治医が見つかる診療所」（テレビ東京、2020年7月9日放送）に出演し、認知症治療の専門病院で検査を実施。レビー小体病とアルツハイマーの合併症であることが判明した。
現在は、デイサービスなどの介護保険サービスを利用しながら家族と暮らしている。
2024年3月現在も『サンデー毎日』（毎日新聞出版）で「えびすごろく」というコーナー連載で、マネージャーなどにサポートを受けながら4コマ漫画を執筆している。

## 作品

### 漫画単行本
※現在多くの作品が紙媒体で入手困難
- 地獄に堕ちた教師ども （1981年 青林堂※絶版）
  - 全国書誌番号:83026137 ASIN B000J7GCVU
- 私はバカになりたい（1982年 青林堂※絶版） - 巻上公一のテクノポップ・バンド「ヒカシュー」がカバー
  - 全国書誌番号:83026156 ASIN B000J7GCR4
- 私の彼は意味がない （1982年 青林堂※絶版） - 山崎春美のオルタナティヴ・ロックバンド「TACO」でロリータ順子がカバー[164]
  - 全国書誌番号:83026155 ASIN B000J7GCRE
- 私は何も考えない （1983年 青林堂※絶版）
  - 全国書誌番号:84033742 ASIN B000J777U0
- なんとなくピンピン （1983年 青林堂※絶版）
  - 全国書誌番号:84011658 ASIN B000J7AEWS
- ゲイジュツ魂 （1984年 青林堂※絶版）
  - 全国書誌番号:85009460 ASIN B000J72C28
- お隣さん （1985年 青林堂※絶版）
  - ISBN 978-4-7926-0140-9
- サラリーマン危機一発 （1985年 河出書房新社※絶版）
  - ISBN 978-4-3097-2502-4
- 狂ったバナナ-シュール・ド・エロ （1985年 辰巳出版※絶版）
  - ASIN B00SMPTS0I
- 実験電車-シュール・ド・エロ （1985年 辰巳出版※絶版）
  - ASIN B00SMQ9YRE
- 超短編傑作漫画集 （1985年 宝島社※絶版）
  - ISBN 978-4-8806-3087-8
- 馬鹿バンザイ （1986年 青林堂※絶版）
  - ISBN 978-4-7926-0152-2
- 家族天国 （1986年 双葉社※絶版）
  - ISBN 978-4-5759-3028-3
- 死んでも笑へ!! （1987年 青林堂※絶版）
  - ISBN 978-4-7926-0173-7
- 明るい映画館 （1987年 白泉社※絶版）
  - ISBN 978-4-5921-3108-3
- 日本の友人 （1988年 青林堂※絶版）
  - ISBN 978-4-7926-0177-5
- 蛭子能収の人生日記 （1989年 青林堂※絶版）
  - ISBN 978-4-7926-0187-4
- イカすバカウマ天国 （1990年 白泉社※絶版）
  - ISBN 978-4-5921-3137-3
- 笑う悪魔の黙示録 （1990年 マガジンハウス※絶版）
  - ISBN 978-4838701568 ※絶版）
- 蛭子ファンクラブ （1992年 宝島社※絶版）
  - ISBN 978-4796604291
- 蛭子漫画 （1993年 辰巳出版※絶版）
  - ISBN 978-4-8864-1102-0
- これは何だ!えびすよしかず作品集 （1996年 日本文芸社※絶版）
  - ISBN 978-4-5370-9665-1
- 黒いギャンブラー （1996年 竹書房※絶版）
  - ISBN 978-4-8124-5014-7
- 私立探偵エビスヨシカズ （1997年 ブルースインターアクションズ※絶版）
  - ISBN 978-4-9383-3929-6
- 俺は大丈夫 （2001年 青林堂※絶版）
  - ISBN 978-4-7926-0339-7
- 蛭子能収コレクション （2004年 マガジンファイブ※絶版）
  - 地獄編「地獄を見た男」（解説 根本敬 ISBN 978-4-4340-3887-7）
  - ギャンブル編「パチンコ屋はインテリを嫌う」（解説 井崎脩五郎 ISBN 978-4-4340-3888-4）
  - グルメ編「雪と女とラーメンと」（解説 杉作J太郎 ISBN 978-4-4340-3889-1）
  - 動物編「豚男ジャパニーズ」（解説 タナダユキ ISBN 978-4-4340-4507-3）
  - 病気編「鼻は詰まった」（解説 しまおまほ ISBN 978-4-4340-4109-9）
  - 映画編「ダウンバイローでこんにちは」（解説 ダンカン ISBN 978-4-4340-4110-5）
  - SF&ミステリー編「美しき死体」（解説 掟ポルシェ ISBN 978-4-4340-4506-6）
  - 蛭子能収コレクションは7冊刊行。本来は全21冊の出版予定だったが版元も2008年に解散したため、予定通りの刊行はされなかった。
- 地獄に堕ちた教師ども 復活版 （2016年 青林工藝舎）
  - ISBN 978-4-88379-430-0
- パチンコ 蛭子能収初期漫画傑作選 （2016年 KADOKAWA）
  - ISBN 978-4-0410-4579-4
- 復刻版 私はバカになりたい （2018年 青林工藝舎）
  - ISBN 978-4-88379-444-7

### 著書
- エビスヨシカズの秘かな愉しみ（1985年 晶文社※絶版） ISBN 978-4-7949-5718-4
  - 文庫版（1998年 講談社※絶版） ISBN 978-4-0625-6269-0
- 気弱なギャンブラー（1990年 太田出版※絶版） ISBN 978-4-9004-1692-5
- くにとのつきあいかた（1991年 思想の科学社※絶版）
- 競艇入門（1992年 ポケットブック社※絶版） ISBN 978-4-3411-4038-0
- なんとかなるかも（1993年 太田出版※絶版） ISBN 978-4-8723-3129-5
- 蛭子能収のコワイもの見たさ（1995年 世界文化社※絶版） ISBN 978-4-4189-4514-6
- エビスさんのパチンコ日記（1996年 双葉社※絶版） ISBN 978-4-5752-8555-0
- とりあえずパチンコでも（1996年 ビクターブックス※絶版） ISBN 978-4-8938-9114-3
- 笑う蛭子の副作用 - 人生やっぱり計算ずくが上々です。（1996年 コスモの本※絶版） ISBN 978-4-9063-8068-8
  - 僕はこうして生きてきた ―NO GAMBLE,NO LIFE.（2016年 コスモの本※上掲書の増補改訂版） ISBN 978-4-8648-5026-1
- 正直エビス（1996年 新宿書房※絶版） ISBN 978-4-8800-8229-5
- ヘタウマな愛（2002年 ベストセラーズ※絶版） ISBN 978-4-5841-8692-3
  - 文庫版（2016年 新潮社） ISBN 978-4-10-120296-9
- こんなオレでも働けた（2007年 講談社※絶版） ISBN 978-4-0628-2054-7
- ひとりぼっちを笑うな（2014年 KADOKAWA） ISBN 978-4-0410-1811-8
- 芸能界 蛭子目線（2015年 竹書房） ISBN 978-4-8019-0232-9
- 蛭子能収のゆるゆる人生相談（2015年 光文社） ISBN 978-4-3349-7828-0[165]
- 生きるのが楽になる まいにち蛭子さん（2015年11月 PARCO出版）ISBN 978-4-8650-6152-9
- 蛭子の論語 自由に生きるためのヒント（2015年11月 KADOKAWA） ISBN 978-4-0408-2036-1
- 笑われる勇気（2017年 光文社） ISBN 978-4-3349-7954-6
- 死にたくない 一億総終活時代の人生観（2019年 KADOKAWA） ISBN 978-4-0408-2312-6
- 認知症になった蛭子さん 介護する家族の心が「楽」になる本（2021年 光文社） ISBN 978-4-3349-5241-9
- おぼえていても、いなくても（2021年 毎日新聞出版） ISBN 978-4-6203-2692-4

この他、1994年8月に出版された朝伊達宙也の『マンガ麻雀入門』（永岡書店刊 ISBN 978-4-5222-1235-6）の監修及び本文解説文章執筆や本書内の写真出演もしている。

### 作品リスト
| 作品名                                     | 形態               | 作品を収録している単行本                                                           | 初出                                                                 |
| ------------------------------------------ | ------------------ | ---------------------------------------------------------------------------------- | -------------------------------------------------------------------- |
| 地獄に堕ちた教師ども                       | 短編               | マン（1970年） ヒルコ選集（1999年）                                                | マン 1970年 ガロ 1993年4月号（再録）                                 |
| 帰り道はきつかった                         | 短編               | マン（1970年） ヒルコ選集（1999年）                                                | マン 1970年                                                          |
| 恐るべき美声年                             | 短編               | マン（1970年）                                                                     | マン 1970年                                                          |
| 狂気が彷徨う                               | 短編               |                                                                                    | 未発表                                                               |
| パチンコ                                   | 短編               | パチンコ（2016年） なんとなくピンピン（1983年）                                    | ガロ 1973年8月号                                                     |
| 競艇時代                                   | 短編               | 私はバカになりたい（1982年）                                                       | ガロ 1974年1月号                                                     |
| 仕事風景                                   | 短編               | 地獄に堕ちた教師ども（1981年）                                                     | ガロ 1974年3月号                                                     |
| 仁義なき戦い                               | 短編               | 地獄に堕ちた教師ども（1981年）                                                     | ガロ 1974年5月号                                                     |
| 超能力                                     | 短編               | 地獄に堕ちた教師ども（1981年）                                                     | ガロ 1974年8月号                                                     |
| 勝手にしやがれ                             | 短編               | 地獄に堕ちた教師ども（1981年）                                                     | ガロ 1975年4月号                                                     |
| 疲れる社員たち                             | 短編               | 地獄に堕ちた教師ども（1981年）                                                     | ガロ 1975年12月号                                                    |
| 愛の嵐                                     | 短編               | 地獄に堕ちた教師ども（1981年）                                                     | ガロ 1976年7月号                                                     |
| 地獄に堕ちた教師ども JAM版                 | 短編               | 地獄に堕ちた教師ども（1981年） 蛭子能収コレクション（地獄編） ヒルコ選集（1999年） | Jam 1980年1月号（特別ゲリラ号） ガロ 1993年4月号（再録）             |
| 真夜中のパーティ                           | 短編               | 地獄に堕ちた教師ども（1981年）                                                     | 漫画ピラニア 1981年6月号                                             |
| 地獄のサラリーマン                         | 短編               | 地獄に堕ちた教師ども（1981年） 蛭子能収コレクション（地獄編）                      | ガロ 1981年6月号 ガロ 1995年4月号（再録）                            |
| 不確実性の家族                             | 短編               | 私はバカになりたい（1982年）                                                       | Jam 4号 1979年6月                                                    |
| 知識人のレポート                           | 短編               | 私はバカになりたい（1982年）                                                       | Jam 7号 1979年9月                                                    |
| サラリーマンは2度イライラする              | 短編               | 私はバカになりたい（1982年）                                                       | Jam 9号 1979年11月                                                   |
| 僕の村は平和だった                         | 短編               | 私はバカになりたい（1982年）                                                       | ?                                                                    |
| 勉強する乙女たち                           | 短編               | 私はバカになりたい（1982年）                                                       | ?                                                                    |
| ペニスに死す                               | 短編               | 私はバカになりたい（1982年）                                                       | 漫画ピラニア 1981年8月号                                             |
| 私はバカになりたい                         | 短編               | 私はバカになりたい（1982年）                                                       | ?                                                                    |
| 食生活と人間                               | 短編               | 私はバカになりたい（1982年）                                                       | ?                                                                    |
| 普通の人々                                 | 短編               | 私はバカになりたい（1982年）                                                       | ?                                                                    |
| マッチ売りの主婦                           | 短編               | 私はバカになりたい（1982年）                                                       | ?                                                                    |
| 芸術家は怒った                             | 短編               | 私はバカになりたい（1982年）                                                       | ガロ 1981年8月号                                                     |
| 少女の秘密                                 | 短編               | 私はバカになりたい（1982年）                                                       | ?                                                                    |
| なんとなく左翼                             | 短編               | 日本の友人（1988年）                                                               | ガロ 1981年9月号                                                     |
| 自立する女                                 | 短編               | 蛭子能収コレクション（地獄編）                                                     | ガロ 1981年12月号                                                    |
| 鼻は詰まった                               | 短編               | 蛭子能収コレクション（病気編）                                                     | ガロ 1982年1月号                                                     |
| よだれを出す男                             | 短編               |                                                                                    | HEAVEN 9号 1982年3月                                                 |
| CM漫画 私はバカになりたい                  | 短編               |                                                                                    | ガロ 1982年4月号                                                     |
| 美しき死体                                 | オムニバス (全3話) | 蛭子能収コレクション（SF&ミステリー編）                                            | ガロ 1982年7月号 ガロ 1982年11月号 ガロ 1982年12月号                 |
| 怪しい女                                   | 短編               |                                                                                    | ガロ 1982年8月号                                                     |
| ハエと人間                                 | 短編               | パチンコ （2016年）                                                                | ガロ 1982年10月号                                                    |
| 虫                                         | 短編               | ヒルコ選集（1999年）                                                               | ガール&ガール 掲載年月不明                                           |
| 男と女                                     | 短編               | ヒルコ選集（1999年）                                                               | NEW SNOB 掲載年月不明                                                |
| ダーティー・ガール                         | 短編               | ヒルコ選集（1999年）                                                               | 漫画ピラニア 掲載年月不明                                            |
| 私の彼は意味が無い                         | 短編               | 私の彼は意味が無い（1982年）                                                       | 漫画ピラニア 1982年6月号                                             |
| 旅芸人の記録                               | 短編               | 私の彼は意味が無い（1982年）                                                       | フォトジェニカ 1982年6月号                                           |
| ピラニアボーイ                             | 短編               | 私の彼は意味が無い（1982年）                                                       | 漫画ピラニア 1982年2月号 ルーシー 1982年2月号                        |
| 恐るべき関係                               | 短編               | 私の彼は意味が無い（1982年）                                                       | フォトジェニカ 1982年7月号                                           |
| そして誰も考えなくなった                   | 短編               | 私の彼は意味が無い（1982年）                                                       | 漫画ピラニア 1982年4月号                                             |
| 少女地獄                                   | 短編               | 私の彼は意味が無い（1982年）                                                       | PUSSY 1982年3月号                                                    |
| 豚男ジャパニーズ                           | 短編               | 私の彼は意味が無い（1982年）                                                       | フォトジェニカ 1982年8月号                                           |
| 地下鉄のサンバ                             | 短編               | 私の彼は意味が無い（1982年）                                                       | 漫画ピラニア 1982年5月号                                             |
| 私は少女に軽蔑されたのだった               | 短編               | 私の彼は意味が無い（1982年）                                                       | ガール&ガール 1982年8月号                                            |
| 安定と人間                                 | 短編               | 私の彼は意味が無い（1982年）                                                       | フォトジェニカ 1982年4月号                                           |
| 少女死すべし                               | 短編               | 私の彼は意味が無い（1982年） 蛭子能収コレクション（地獄編）                        | ガール&ガール 1982年6月号                                            |
| 日本春歌考                                 | 短編               | 私の彼は意味が無い（1982年）                                                       | 漫画ピラニア 1982年3月号                                             |
| 警察官の仕事                               | 短編               | 私の彼は意味が無い（1982年）                                                       | スノッブ 1982年6月号                                                 |
| 狂気こうもり人間                           | 短編               | 私の彼は意味が無い（1982年）                                                       | 未発表                                                               |
| 密室殺人事件                               | 短編               | 私は何も考えない（1983年）                                                         | ?                                                                    |
| 私は昔痴漢だった                           | 短編               | 私は何も考えない（1983年）                                                         | ガロ 1983年2・3月号                                                  |
| 悪徳の栄え                                 | 短編               | 私は何も考えない（1983年） パチンコ （2016年）                                     | ガロ 1983年4月号                                                     |
| 私は何も考えない                           | 短編               | 私は何も考えない（1983年）                                                         | ガロ 1983年5月号                                                     |
| 明るい町                                   | 短編               | 私は何も考えない（1983年）                                                         | ガロ 1983年8月号                                                     |
| 私は真剣な話が嫌いだ!!                     | 短編               | 私は何も考えない（1983年）                                                         | ガロ 1983年10月号                                                    |
| わからなくっても大丈夫                     | 短編               | 私は何も考えない（1983年）                                                         | ?                                                                    |
| サラリーマン教室                           | 短編               | 私は何も考えない（1983年）                                                         | ?                                                                    |
| 腐れる主婦                                 | 短編               | 私は何も考えない（1983年）                                                         | ?                                                                    |
| チンポ屋ケンちゃん                         | 短編               | 私は何も考えない（1983年）                                                         | ?                                                                    |
| 最後の異常者                               | 短編               | 私は何も考えない（1983年）                                                         | ?                                                                    |
| 去年マリエンバードで                       | 短編               | 私は何も考えない（1983年）                                                         | ?                                                                    |
| 続去年マリエンバードで                     | 短編               | 私は何も考えない（1983年）                                                         | ?                                                                    |
| 沈黙                                       | 短編               | 私は何も考えない（1983年）                                                         | ?                                                                    |
| エロの男                                   | 短編               |                                                                                    | 漫画ラブ&エロス 1983年4月創刊号                                      |
| 謙虚に行こうぜ!!                           | 短編               | なんとなくピンピン（1983年）                                                       | スノーブ 1983年3月号                                                 |
| 犯され上手…                                | 短編               | なんとなくピンピン（1983年） パチンコ （2016年）                                   | フォトジェニカ 1981年12月号                                          |
| 史上最低のセックス                         | 短編               | なんとなくピンピン（1983年）                                                       | フォトジェニカ 1982年5月号                                           |
| なんとなくピンピン                         | 短編               | なんとなくピンピン（1983年）                                                       | スノーブ 1983年1月号                                                 |
| 地獄のサラリーマンPart2                    | 短編               | なんとなくピンピン（1983年）                                                       | ガロ 1981年11月号                                                    |
| スチャラカ社員                             | 短編               | なんとなくピンピン（1983年）                                                       | 漫画ピラニア 1982年12月号 特写最前線 創刊号 1983年                   |
| 禁じられた遊び                             | 短編               | なんとなくピンピン（1983年）                                                       | ガロ 1982年5月号                                                     |
| 怪しい女                                   | 短編               | なんとなくピンピン（1983年）                                                       | フォトジェニカ 1982年3月号                                           |
| 太陽は傷だらけ                             | 短編               | なんとなくピンピン（1983年）                                                       | フォトジェニカ 1982年9月号                                           |
| 女のいない街                               | 短編               | なんとなくピンピン（1983年）                                                       | フォトジェニカ 1983年5月号                                           |
| 忘れられた人々                             | 短編               | なんとなくピンピン（1983年）                                                       | HEAVEN 5号 1980年11月                                                |
| 骨正月                                     | 短編               | なんとなくピンピン（1983年）                                                       | 宝島 1983年2月号                                                     |
| 怪奇正常学園                               | 短編               | なんとなくピンピン（1983年）                                                       | 漫画ピラニア 1983年4月号                                             |
| 許される暴力                               | 短編               |                                                                                    | FOOL'S MATE 1983年8月号 （雑誌内雑誌 HEAVEN 17号）                   |
| ベトナム伝説                               | 短編               | ベトナム伝説（1984年）                                                             | ベトナム伝説 （1984年）                                              |
| サラリーマン危機一発                       | 短編               | サラリーマン危機一発（1985年）                                                     | 描き下ろし                                                           |
| 友情と愛                                   | 短編               | サラリーマン危機一発（1985年）                                                     | 季刊コミックアゲイン 1985年2月冬号                                   |
| 無用商事対面接屋                           | 短編               | サラリーマン危機一発（1985年）                                                     | UPU 掲載年月不明                                                     |
| 天国の門                                   | 短編               | サラリーマン危機一発（1985年）                                                     | フォトジェニカ 掲載年月不明 海鳴書房                                 |
| 地獄の天使                                 | 短編               | サラリーマン危機一発（1985年）                                                     | 漫画ラブ&エロス 掲載年月不明                                         |
| 都会育ち                                   | 短編               | サラリーマン危機一発（1985年）                                                     | 漫画ラブ&エロス 掲載年月不明                                         |
| アキレタ金持ちの怒り                       | 短編               | サラリーマン危機一発（1985年）                                                     | 漫画ラブ&エロス 1983年8月号                                          |
| 会話の途中                                 | 短編               | サラリーマン危機一発（1985年）                                                     | 季刊コミックアゲイン 1984年8月夏号                                   |
| 悩み                                       | 短編               | サラリーマン危機一発（1985年）                                                     | 季刊コミックアゲイン 1984年11月秋号                                  |
| 芸術と革命                                 | 短編               | サラリーマン危機一発（1985年）                                                     | 漫画ラブ&エロス 1983年5月号                                          |
| うる性やつら                               | 短編               | 蛭子能収コレクション（SF&ミステリー編）                                            | 特写最前線 VOL.7 掲載年月不明                                        |
| 村田の首                                   | 短編               | 蛭子能収コレクション（地獄編）                                                     | ガロ 1984年2・3月号                                                  |
| ポルノだけは描きたくなかった               | 短編               |                                                                                    | ガロ 1984年4月号                                                     |
| 芸術は死なず                               | 短編               |                                                                                    | ガロ 1984年5月号                                                     |
| 人生の分かれ道                             | 短編               | 馬鹿バンザイ（1986年） パチンコ （2016年）                                         | ガロ 1984年7月号                                                     |
| 人生の分かれ道（女編）                     | 短編               | 馬鹿バンザイ（1986年） パチンコ （2016年）                                         | ?                                                                    |
| 孤独の地下                                 | 短編               | 日本の友人（1988年）                                                               | ガロ 1984年8月号                                                     |
| 地獄を見た男                               | 短編               | 馬鹿バンザイ（1986年）                                                             | ガロ 1984年9月号                                                     |
| 時には子供を教育する親                     | 短編               | 馬鹿バンザイ（1986年）                                                             | ガロ 1984年10月号                                                    |
| 失われた世界                               | 中編               |                                                                                    | ガロ 1984年11月号 - 1985年2・3月号 ガロ 1985年5月号 ガロ 1985年7月号 |
| 血の河                                     | 短編               | 馬鹿バンザイ（1986年）                                                             | ?                                                                    |
| 神経科のコピーライター                     | 短編               | 馬鹿バンザイ（1986年）                                                             | ガロ 1985年4月号                                                     |
| 終電車                                     | 短編               |                                                                                    | ガロ 1985年10月号                                                    |
| 糸井重里怒る!!                             | 短編               |                                                                                    | CHIKUWA 糸井重里画報 1985年                                          |
| 汝よインテリに泣け!!                       | 短編               | 馬鹿バンザイ（1986年） パチンコ （2016年）                                         | ガロ 1985年11月号                                                    |
| 出世払い                                   | 短編               | 馬鹿バンザイ（1986年）                                                             | ガロ 1985年12月号                                                    |
| のぞいていいとも                           | 短編               | 馬鹿バンザイ（1986年）                                                             | ?                                                                    |
| 計られたポルノ                             | 短編               | 馬鹿バンザイ（1986年）                                                             | ?                                                                    |
| エロの実践                                 | 短編               | 馬鹿バンザイ（1986年）                                                             | ?                                                                    |
| バカ者たち                                 | 短編               | 馬鹿バンザイ（1986年）                                                             | ?                                                                    |
| 日本変態大図鑑                             | 短編               | 馬鹿バンザイ（1986年）                                                             | ?                                                                    |
| パチンコ屋はインテリを嫌う                 | 短編               | 馬鹿バンザイ（1986年）                                                             | ?                                                                    |
| 犯される主婦達                             | 短編               | 馬鹿バンザイ（1986年）                                                             | ?                                                                    |
| 金持ちのタンゴ                             | 短編               | 馬鹿バンザイ（1986年） パチンコ （2016年）                                         | ?                                                                    |
| 悲しみのラーメン                           | 短編               | 馬鹿バンザイ（1986年）                                                             | ?                                                                    |
| やくざ魂                                   | オムニバス (全3話) | 馬鹿バンザイ （1986年）                                                            | ガロ 1983年9月号 ガロ 1983年11月号 ガロ 1983年12月号                 |
| 兄弟仁義                                   | 短編               | 馬鹿バンザイ（1986年） パチンコ （2016年）                                         | ガロ 1986年2・3月号                                                  |
| 怪奇あまのじゃく                           | 短編               | 馬鹿バンザイ（1986年）                                                             | ガロ 1986年4月号                                                     |
| 出会い、そして別れ…                        | 短編               | 死んでも笑へ!!（1987年） パチンコ （2016年）                                       | ガロ 1986年7月号                                                     |
| 貧乏家族に幸せはやってこない!!             | 短編               | 家族天国 (1986年)                                                                  | 月刊スーパーアクション 1985年3月号                                   |
| 家族開放への道                             | 短編               | 家族天国 (1986年)                                                                  | 月刊スーパーアクション 1985年5月号                                   |
| 路地の散歩者                               | 短編               | 家族天国 (1986年)                                                                  | 月刊スーパーアクション 1985年6月号                                   |
| 俺の息子に手を出すな                       | 短編               | 家族天国 (1986年)                                                                  | 月刊スーパーアクション 1985年7月号                                   |
| 無意味な心中                               | 短編               | 家族天国 (1986年)                                                                  | 月刊スーパーアクション 1985年8月号                                   |
| 道徳という名の暴力                         | 短編               | 家族天国 (1986年)                                                                  | 月刊スーパーアクション 1985年9月号                                   |
| 最後の宿題                                 | 短編               | 家族天国 (1986年)                                                                  | 月刊スーパーアクション 1985年10月号                                  |
| 家族の清算                                 | 短編               | 家族天国 (1986年)                                                                  | 月刊スーパーアクション 1985年11月号                                  |
| マイホーム自然流                           | 短編               | 家族天国 (1986年)                                                                  | 月刊スーパーアクション 1985年12月号                                  |
| 大人の遊び                                 | 短編               | 家族天国 (1986年)                                                                  | 月刊スーパーアクション 1986年1月号                                   |
| 岩場のスキャット                           | 短編               | 家族天国 (1986年)                                                                  | 月刊スーパーアクション 1986年2月号                                   |
| 裏切り夫婦                                 | 短編               | 家族天国 (1986年)                                                                  | 月刊スーパーアクション 1986年3月号                                   |
| やくざと子供                               | 短編               | 家族天国 (1986年)                                                                  | 月刊スーパーアクション 1986年4月号                                   |
| 第3の親                                    | 短編               | 家族天国 (1986年)                                                                  | 月刊スーパーアクション 1986年5月号                                   |
| 恋の権利                                   | 短編               | 家族天国 (1986年)                                                                  | 月刊スーパーアクション 1986年6月号                                   |
| 感性のミステリー                           | 短編               | 家族天国 (1986年)                                                                  | 月刊スーパーアクション 1986年7月号                                   |
| エンゲルとグレーテル                       | 短編               | 家族天国 (1986年)                                                                  | 月刊スーパーアクション 1986年8月号                                   |
| サラリーマン征服                           | 短編               | 家族天国 (1986年)                                                                  | 増刊漫画アクション 1984年5月8日号                                    |
| 狂ったセールスマン                         | 短編               | 家族天国 (1986年)                                                                  | 増刊漫画アクション 1984年7月27日号                                   |
| 僕たちの失敗                               | 短編               | 家族天国 (1986年)                                                                  | 増刊漫画アクション 1984年1月25日号                                   |
| 職員室は狂った                             | 短編               | 家族天国 (1986年)                                                                  | 漫金超 5号（1983年）                                                 |
| さん式                                     | 短編               | 日本の友人 (1988年)                                                                | 平凡パンチ 掲載年月不明                                              |
| 夜汽車                                     | 短編               | 明るい映画館（1987年）                                                             | 描き下ろし                                                           |
| 炎のランナー                               | 短編               | 明るい映画館（1987年）                                                             | 漫画ピラニア 1985年4月号                                             |
| 魚影の群れ                                 | 短編               | 明るい映画館（1987年）                                                             | 漫画ピラニア 1985年5月号                                             |
| 伊豆の踊り子                               | 短編               | 明るい映画館（1987年）                                                             | 漫画ピラニア 1985年7月号                                             |
| コミック雑誌なんかいらない                 | 短編               | 明るい映画館（1987年）                                                             | 漫画ピラニア 1985年8月号                                             |
| 夫が私を叩く時                             | 短編               | イカすバカウマ天国（1990年）                                                       | 漫画ピラニア 1985年9月号                                             |
| 堕ちるべき人                               | 短編               | イカすバカウマ天国（1990年） 蛭子能収コレクション（地獄編）                        | 漫画ピラニア 1985年10月号                                            |
| 映画女優                                   | 短編               | 明るい映画館（1987年）                                                             | 漫画ピラニア 1986年2月号                                             |
| それから                                   | 短編               | 明るい映画館（1987年）                                                             | 漫画ピラニア 1986年3月号                                             |
| コマンドー                                 | 短編               | 明るい映画館（1987年）                                                             | 漫画ピラニア 1986年4月号                                             |
| ホテル・ニューハンプシャー                 | 短編               | 明るい映画館（1987年）                                                             | 漫画ピラニア 1986年5月号                                             |
| 戦争のはらわた                             | 短編               | 明るい映画館（1987年）                                                             | 漫画ピラニア 1986年6月号                                             |
| 笑う死神                                   | 短編               | イカすバカウマ天国（1990年）                                                       | 漫画ピラニア 1986年7月号                                             |
| 異邦人                                     | 短編               | 明るい映画館（1987年）                                                             | 漫画ピラニア 1986年8月号                                             |
| 肉体バケーション                           | 短編               | イカすバカウマ天国（1990年）                                                       | 漫画ピラニア 1986年9月号                                             |
| ストレンジャー・ザン・パラダイス           | 短編               | 明るい映画館（1987年）                                                             | 漫画ピラニア 1986年10月号                                            |
| そろばんずく                               | 短編               | 明るい映画館（1987年）                                                             | 漫画ピラニア 1986年12月号                                            |
| ハスラー2                                  | 短編               | 明るい映画館（1987年）                                                             | 漫画ピラニア 1987年1月号                                             |
| イレイザーヘッド                           | 短編               | 明るい映画館（1987年）                                                             | どすこいイラスト（1983年）                                           |
| イカすバカウマ天国                         | 短編               | イカすバカウマ天国（1990年）                                                       | 描き下ろし                                                           |
| 怪奇ダウンバイローでこんにちは             | 短編               | イカすバカウマ天国（1990年）                                                       | 漫画ピラニア 1987年2月号                                             |
| なるほどザ・フライ                         | 短編               | イカすバカウマ天国（1990年）                                                       | 漫画ピラニア 1987年4月号                                             |
| ふってふられて過去の人                     | 短編               | イカすバカウマ天国（1990年）                                                       | 漫画ピラニア 1987年5月号                                             |
| どうちたチマンタ                           | 短編               | イカすバカウマ天国（1990年）                                                       | 漫画ピラニア 1987年6月号                                             |
| 親指の想い出                               | 短編               | イカすバカウマ天国（1990年）                                                       | 漫画ピラニア 1987年7月号                                             |
| サイパンでGO!!                             | 短編               | イカすバカウマ天国（1990年）                                                       | 漫画ピラニア 1987年8月号                                             |
| 恋にご用心                                 | 短編               | イカすバカウマ天国（1990年）                                                       | 漫画ピラニア 1987年9月号                                             |
| 芸術さんこんにちは                         | 短編               | イカすバカウマ天国（1990年）                                                       | 漫画ピラニア 1987年10月号                                            |
| たそがれのブルーベット                     | 短編               | イカすバカウマ天国（1990年）                                                       | 漫画ピラニア 1987年11月号                                            |
| 気楽に行こうぜ!!                           | 短編               | イカすバカウマ天国（1990年）                                                       | 漫画ピラニア 1987年12月号                                            |
| 裸の後楽園                                 | 短編               | イカすバカウマ天国（1990年）                                                       | 漫画ピラニア 1988年1月号                                             |
| ボンジュールありがとう                     | 短編               | イカすバカウマ天国（1990年）                                                       | 漫画ピラニア 1988年2月号                                             |
| 雪と女とラーメンと                         | 短編               | イカすバカウマ天国（1990年）                                                       | 漫画ピラニア 1988年3月号                                             |
| 緑の地平線                                 | 短編               | イカすバカウマ天国（1990年）                                                       | 漫画ピラニア 1988年4月号                                             |
| 汚れた女の子守唄                           | 短編               | イカすバカウマ天国（1990年）                                                       | 漫画ピラニア 1988年5月号                                             |
| どんどんバット                             | 短編               | イカすバカウマ天国（1990年）                                                       | 漫画ピラニア 1988年6月号                                             |
| よそから来たよそわしい人                   | 短編               | イカすバカウマ天国（1990年）                                                       | 漫画ピラニア 1988年7月号                                             |
| オリンピックでピックン                     | 短編               | イカすバカウマ天国（1990年）                                                       | 漫画ピラニア 1988年8月号                                             |
| 私のママさん                               | 短編               | イカすバカウマ天国（1990年）                                                       | 漫画ピラニア 1988年9月号                                             |
| 満月の夜、女は                             | 短編               | イカすバカウマ天国（1990年）                                                       | 漫画ラブトピアスペシャル 1988年11月号                                |
| 蛭子能収のロックを見た                     | コラム             |                                                                                    | ON STAGE 1988年9月号 - 1992年4月号                                   |
| ヒッピーの王者                             | 短編               |                                                                                    | ガロ 1986年10月号                                                    |
| 犯罪天国                                   | 短編               | 死んでも笑へ!!（1987年）                                                           | ガロ 1986年11月号                                                    |
| いなごの大群VS仮装行列の群衆・アメ横の闘い | 短編               | 死んでも笑へ!!（1987年）                                                           | ガロ 1987年1月号                                                     |
| うなぎの日                                 | 短編               | 死んでも笑へ!!（1987年） パチンコ （2016年）                                       | ガロ 1987年4月号                                                     |
| 春雨旅情                                   | 短編               | 死んでも笑へ!!（1987年）                                                           | ガロ 1987年5月号                                                     |
| 好青年の異常な行動                         | 中編               | 死んでも笑へ!!（1987年）                                                           | ガロ 1987年6月号 ガロ 1987年8月号                                    |
| 日本の友人                                 | 短編               | 日本の友人（1988年）                                                               | ガロ 1987年9月号                                                     |
| 秋がそこまでやって来た                     | 短編               |                                                                                    | ガロ 1987年10月号                                                    |
| 田舎に向かって走れ                         | 短編               | 日本の友人（1988年）                                                               | ガロ 1987年12月号                                                    |
| 正月号だから四コマだ!!                     | 短編               |                                                                                    | ガロ 1988年1月号                                                     |
| 冬の旅人                                   | 短編               |                                                                                    | ガロ 1988年2・3月号                                                  |
| グルメを斬る!!                             | 短編               |                                                                                    | ガロ 1988年4月号                                                     |
| 私立探偵松尾                               | 長編               | 私立探偵エビスヨシカズ（1997年）                                                   | ガロ 1988年10月号 - 1989年10月号                                     |
| 会社のある街                               | 短編               |                                                                                    | ガロ 1989年12月号                                                    |
| 悲しきギャンブラー                         | 短編               |                                                                                    | ガロ 1990年1月号                                                     |
| 欲望の白い町                               | 短編               |                                                                                    | ガロ 1990年7月号                                                     |
| 君とぼくの帰る道                           | 短編               |                                                                                    | ガロ 1991年2・3月号                                                  |
| 狂った雀荘                                 | 短編               |                                                                                    | ガロ 1991年4月号                                                     |
| 必死の女                                   | 短編               |                                                                                    | ガロ 1991年5月号                                                     |
| あなたは役者                               | 短編               |                                                                                    | ガロ 1991年7月号                                                     |
| 悲しき夫婦                                 | 短編               |                                                                                    | ガロ 1991年9月号                                                     |
| 俺にまかせろ                               | 短編               |                                                                                    | ガロ 1991年12月号                                                    |
| 社会の境界線                               | 短編               |                                                                                    | ガロ 1992年4月号                                                     |
| 地獄の金持                                 | 短編               |                                                                                    | ガロ 1993年4月号                                                     |
| 不条理でポン                               | 4コマ              |                                                                                    | 宝島                                                                 |
| マクリ屋よっちゃん大予想                   | 4コマ              |                                                                                    | デイリースポーツ                                                     |
| あんたは太ってる                           | 短編               |                                                                                    | アックス 48号                                                        |
| 枯木                                       | 短編               |                                                                                    | アックス 65号                                                        |
| 嫉妬で濡れた美女                           | 短編               |                                                                                    | アックス 66号                                                        |
| 隔月蛭子劇画プロダクション社内報           | 短編               |                                                                                    | アックス 68号 - 連載中                                               |
| よっちゃん革命宣言                         | 4コマ              |                                                                                    | 実話BUNKA超タブー 2013年7月4日号 - 連載中                            |
| なんて日だ!!                               | 短編               |                                                                                    | 実話ナックルズ 2015年3月10日号                                       |
| 夜の女                                     | 短編               |                                                                                    | 小説新潮 2015年11月号                                                |
| エルビスオンステージ                       | 短編               | パチンコ （2016年）                                                                | ?                                                                    |
| 日本女装化計画                             | 短編               | パチンコ （2016年）                                                                | ?                                                                    |
| 田舎の女子高生                             | 短編               | パチンコ （2016年）                                                                | ?                                                                    |
| 南極物語                                   | 短編               | パチンコ （2016年）                                                                | ?                                                                    |
| 私は一人…                                  | 短編               | パチンコ （2016年）                                                                | ?                                                                    |

### 挿絵
- 末井昭『素敵なダイナマイトスキャンダル』（1982年 北宋社、1984年 角川文庫、1999年 ちくま文庫、2013年 復刊ドットコム）

### 作詞
- ムーンライダーズ「だるい人」（アルバム「DON'T TRUST OVER THIRTY」収録）
- 鈴木慶一「人間の条件（ぢょうけん）」（アルバム「THE LOST SUZUKI TAPES」収録）
- 蛭子能収「切り裂きジャップ」（アルバム「HAVE A NICE DIE!」収録）

### ジャケットイラスト
- ヒカシュー「私はバカになりたい」（1983年 スピノザ）
- 楽しい音楽「やっぱり楽しい音楽」（1983年 クリちゃんレコード）
- ばちかぶり「ばちかぶり」（1985年 ナゴムレコード）
- 恐悪狂人団「カタストロフ」（1989年 殺害塩化ビニール）
- 東京ギョギョーム（オレンジチューブ）「エレキのテロリスト」（1988年 パフェレコード）
- 河内家菊水丸「エイズ音頭」（1993年 NTT出版・アメリカーナレコード）
- ザ・ゲロゲリゲゲゲ
  - 「パンクの鬼（TOKYO ANAL DYNAMITE）」（1990年 Vis a Vis record）
  - 「More Shit E.P.」（1992年 Baby Huey）
- ザ・フォーク・クルセダーズ「シングル・コレクション」（1991年 東芝EMI）
- 嘉門達夫「スモーキン・ブギ レディース」（1994年 ビクターエンタテインメント）
- オムニバスアルバム「デジタルグルーヴ歌謡曲」（1995年 NECアベニュー）
- ハイテクノロジー・スーサイド「HAVE A NICE DIE!」（2007年 Pヴァイン・レコード）
  - 個性派アーティストによるトリビュートアルバム。参加アーティストは蛭子能収、大槻ケンヂ、ビル＋戸川純、ATTACK HAUS、犬神サーカス団、みうらじゅん、THE DIGITAL CITY JUNKIES、スハラケイゾウ＋ノイズわかめ、大正九年、スラングブギー、山本精一、毒医患、コバルト、四日市ぜんそく、nhhmbase、ED WOODS、GREEN MILK FROM THE PLANET ORANGE、ロリータ18号、ブラジルUFO、オナニーマシーン。
- V.A.「ストレスバスターズ」（2008年 エイベックス・エンタテインメント）
- ダースレイダー「WHY WE BURN!?? EP」（2008年 Da.Me.Records）
- なつの組（ミッキー吉野&竹越かずゆき）「YES I WILL/笑顔取り戻すまで」（2010年 ディウレコード）
- テレピン油「テレピン油」（年度及び詳細不明）

### 同人誌
- マン - 1970年に発表された同人誌。『地獄に堕ちた教師ども』オリジナル版のほか、商業誌未発表作品『帰り道はきつかった』『恐るべき美声年』掲載。その他に冨永佳宏、勇村良興が寄稿。数冊だけ現存が確認されている。
- ヒルコ選集 - タコシェがヒルコプロの名義で1999年5月1日に限定500部で発行した同人誌。『地獄に堕ちた教師ども』JAM版&オリジナル版ほか、単行本未収録のエロ劇画作品『虫』『男と女』『ダーティー・ガール』を再録。編集はタコシェの大西祥平と中山亜弓が担当。協力：青林堂、青林工藝舎、蛭子能収、津川聡子、菅野邦明（ソフトマジック）。

### 映画
- 諫山節考（短編映画）（2003年） - 監督
- 歌謡曲だよ、人生は 「第7話 いとしのマックス/マックス・ア・ゴーゴー」（2007年） - 監督・脚本

## 展示

### 個展
- えびすリアリズム -蛭子さんの展覧会-（2011年 長崎歴史文化博物館） - 初の個展であり、故郷長崎で開催された。
- えびすリアリズム -蛭子さんの展覧会-（2015年 梅田ロフト）
- 新春えびすリアリズム -蛭子さんの展覧会-（2016年 渋谷PARCO）
- シン・えびすリアリズム -蛭子さんの展覧会-（2017年 北九州市漫画ミュージアム）
- スーパーえびすリアリズムin調布 -蛭子さんの展覧会-（2017年 調布PARCO）

### 合同展
- 真昼の暗黒展 （1986年 HBギャラリー） - 根本敬との合同展示会。
- Underground＆Secret Manga展「泥中に蓮」（2010年 Galerie Georges-Philippe & Nathalie Vallois）
- LE DERNIER CRI vs ハッテンバプロダクション展（2010年 渋谷UPLINK GALLERY）
- KyotoのHatenbaProduction展（2010年 トランスポップギャラリー）
- United Dead Artists展（2012年 French Arts Factory）
- 大アックス祭2012 My Another Jackets（2012年 ビリケンギャラリー）
- 自由自在（蛭子能収）と臨機応変（根本敬）の勝敗なき勝負展→蛭子能収展（2013年2月10日 - 24日 @btf） - ハッテンバプロダクション（蛭子能収・根本敬・佐川一政）の合同展であったが、ギャラリーとの間で紛議が生じ、根本敬と佐川一政の作品が会期途中で撤去された後、完全撤退となった[166][167]。会期中は蛭子を中心に『ガロ』出身漫画家の山野一（元鬼畜系漫画家）と山ノ井靖（元青林堂『ガロ』編集者）と五所純子（司会進行役）と佐川一政（パリ人肉事件の殺人犯にして世界を震撼させたカニバリスト）によるトークショーが根本敬不在で2回に分けて行われた[168]。
- 自由自在（蛭子能収）と臨機応変（根本敬）の勝敗なき勝負─やり直し展（2013年4月29日 - 5月12日 Galaxy-銀河系） - ハッテンバプロダクションのやり直し合同展示会[169]。
- BODAIJU EXPO2（2013年 NEW OSAKA HOTEL心斎橋）
- PARIS CONTEMPORARY DRAWING FAIR DDESSIN14（2014年 Atelier Richelieu）
- 花咲くジイさん～我が道を行く超経験者たち～（2014年 鞆の津ミュージアム）
- Mangaro Exposition collective（2014年 FRICHE belle de mai）
- HETA-UMA MIAM（2014年 Musee International des Arts Modestes）
- 冬のアックス祭 My Another JacketsⅡ レコード編（2015年 ビリケンギャラリー）
- みんなで太陽の塔展（2015年 梅田ロフト）
- ガロ-アックス-長井勝一展（2016年 メリーゴーランド京都）
- アックス展～伝説の漫画誌「ガロ」の遺伝子（2016年 Laundry graphics gallery）
- 京都国際映画祭2016 アート部門「えびすリアリズム」（2016年 元・立誠小学校）

## 出演作品

### テレビドラマ
- サラリーマン教室（1986年、TBS）
- 教師びんびん物語II（1989年、フジテレビ） - 喫茶店のマスター 役
- 妻をめとらば（1989年、テレビ東京）
- 花迷宮(1)－昭和異人館の女たち－（1990年、フジテレビ）
- いつも誰かに恋してるッ（1990年、フジテレビ） - 桜井正人 役
- 火曜サスペンス劇場（日本テレビ）
  - 新婚団地妻殺人事件（1990年）
  - 海の道（1999年） - 南里松男 役
  - 指名手配3（2000年） - 北村宣介 役
- 芸能社会（1990年、TBS） - ドラマの監督 役
- 月曜ドラマスペシャル「キツイ奴らスペシャル ―栄冠は君に輝く―」（1990年7月16日、TBS）
- 世にも奇妙な物語「なんなのォ!?」（1992年、フジテレビ） - 西村政夫 役
- ボクたちのドラマシリーズ「放課後」（1992年、フジテレビ） - 電気工事作業員 役
- 天津甘栗（1993年、フジテレビ）
- じゃじゃ馬ならし（1993年、フジテレビ） - 渡部利夫 役
- if もしも「打ち上げ花火、下から見るか? 横から見るか?」（1993年8月26日、フジテレビ） - 露店の客 役
- 仰げば尊し「2年C組の奇跡」（1994年、フジテレビ） - 杉下実 役
- 金曜エンタテイメント「美味しんぼ」（1994年、フジテレビ）- 辰さん役
- 金曜エンタテイメント「おばさんデカ 桜乙女の事件帖シリーズ」1〜6・8〜16（1994年 - 1998年・2000年 - 2017年、フジテレビ） - 桜雅樹 役
- オトコの居場所（1994年、TBS）
- 好きやねん（1995年、日本テレビ） - 如月玉雄 役
- ザ・シェフ（1995年、日本テレビ）
- ナースのお仕事スペシャル（1997年、フジテレビ） - 佐伯（患者） 役
- 暴れん坊将軍IX 第30話「旗本屋敷の秘密! 罠に落ちた子連れ医者」（1999年、テレビ朝日） - 与一呂 役
- 少年たち3（第1話 2001年8月16日、NHK総合） - オヤジ狩りに遭う男性 役
- 女と愛とミステリー 「文書鑑定人 白鳥あやめの事件ファイル」（2002年6月9日、BSジャパン / 6月12日、テレビ東京） - 岩崎哲郎 役
- 篝警部補の事件簿2（2004年、テレビ東京） - 団野刑事 役
- 大河ドラマ（NHK総合）
  - 義経（2005年） - 一条長成 役
  - 龍馬伝（2010年） - 行商人 役
  - 平清盛（2012年） - 平時信 役
- 佐藤四姉妹（2005年、BS-i）
- 花嫁は厄年ッ!（2006年、TBS） - 片桐 役
- 下北サンデーズ（第5話 2006年8月10日、テレビ朝日） - 安田実 役
- 東京タワー 〜オカンとボクと、時々、オトン〜（2006年11月18日、フジテレビ） - 多田羅正行 役
- 土曜ワイド劇場（テレビ朝日）
  - 「法医学教室の事件ファイル24」（2007年） - 大泉正雄
  - 「100の資格を持つ女〜ふたりのバツイチ殺人捜査〜1」（2008年） - 松田所長
- 帰ってきた時効警察（第1話 2007年4月13日、テレビ朝日） - 作業員 役
- ガリレオ（第2話 2007年10月22日、フジテレビ） - 工場長 役
- モップガール（第8話 2007年11月30日、テレビ朝日） - 官能小説家・縄縛鬼介 役
- 土曜ドラマ・刑事の現場（第1話 2008年3月1日、NHK総合）
- 猟奇的な彼女（2008年4月、TBS）（第1話 2008年4月20日、TBS）
- 月曜ゴールデン「女教師探偵・西園寺リカの殺人ノート」（2008年5月19日、TBS） - 藤原 役
- めぞん一刻 完結編（2008年7月26日、テレビ朝日）
- 福家警部補の挨拶〜オッカムの剃刀〜（2009年1月2日、NHK総合）
- 交渉人〜THE NEGOTIATOR〜 （2009年2月28日、テレビ朝日） - 坂崎達郎 役
- 超人ウタダ（2009年、WOWOW） - 柳苗彦 役
- 坂の上の雲（2009年11月29日、NHK総合 他） - 骨董屋 役
- ハンチョウ〜神南署安積班〜シリーズ2 第6話（2010年2月17日、TBS）
- 逃亡者PLAN.B（原題：도망자PLAN.B）第3話(2010年10月6日、韓国KBS2） - レストランの店員 役
- ドラマW「ビート」（2011年2月13日、WOWOW）
- 下流の宴 第2話（2011年6月7日、NHK総合）
- 水戸黄門第43部 第1話「家族おもいの武士魂 -江戸-」（2011年7月4日、TBS） - 惣兵衛 役
- サスペンスドラマSP「ボクら星屑のダンス」（2011年10月6日、テレビ東京） - 検問の警官 役
- ドラゴン青年団 第3話（2012年8月14日、毎日放送） - 用務員 役
- 孤独のグルメ Season3 第4話 （2013年7月31日、テレビ東京)  - 碁盤店主人 役
- サザエさん アニメ＆ドラマで2時間半SP（2013年12月1日、フジテレビ） - 画家 役
- 三匹のおっさん〜正義の味方、見参!!〜 第4話（2014年2月7日、テレビ東京） - 野島真一 役
- 水曜ミステリー9「鑑識特捜班・九条礼子〜骨を知る女〜3」（2014年4月16日、テレビ東京） - 和泉義仁 役
- プレミアムドラマ「ひとつ星の恋〜天才漫才師 横山やすしと妻〜」後編（2014年11月30日、NHK BSプレミアム）
- 保育探偵25時〜花咲慎一郎は眠れない!!〜 最終話（2015年3月13日、テレビ東京） - 医師 役
- 水曜ミステリー9「事故調」（2015年4月1日、テレビ東京） - 島崎勝吉 役
- 美女と男子 第3話（2015年4月28日、NHK総合） - 吉田努 役
- NHKスペシャル「私が愛する日本人へ〜ドナルド・キーン 文豪との70年〜」（2015年10月10日、NHK総合）ドラマ部分 - 古書店の主人 役
- 新春時代劇「信長燃ゆ」（2016年1月2日、テレビ東京） - 闘鶏場の見物客 役
- 警視庁・捜査一課長 第1話（2016年4月18日、テレビ朝日） - 海老沢良之 役
- ナイトヒーロー NAOTO 第4話（2016年5月7日、テレビ東京） - 本人 役
- 地味にスゴイ! 校閲ガール・河野悦子 第7話（2016年11月16日、日本テレビ） - 本人 役[170]
- 勇者ヨシヒコと導かれし七人 第9話（2016年12月3日、テレビ東京） - キャパスの村の村長 役
- オリガミの魔女と博士の四角い時間（2017年3月12日 - 、NHK Eテレ） - エビスさん 役（声の出演）
- ドクターX〜外科医・大門未知子〜　第5シリーズ第1話（2017年10月12日、テレビ朝日） - 本人役[171]
- 今からあなたを脅迫します（2017年、日本テレビ） - ロビン役
- あなたには帰る家がある 第3話（2018年4月27日、TBS） - タクシードライバー役
- 撮影の、一切ないドラマ 蛭子さん殺人事件（2020年12月12日、BSテレ東） - 本人 役

### 映画
- 平口広美撮影編集の蛭子能収主演・根本敬助演の映像作品（1984年） - 本人 役[注釈 32]
- ファンシイダンス（1989年） - 社員 役
- ツルモク独身寮（1991年） - 三反田春彦 役
- バカヤロー!4 YOU! お前のことだよ第二話「カラダだけの男」（1991年）
- 無能の人（1991年）
- 空がこんなに青いわけがない（1992年） - 社員 役[注釈 33]
- 未来の想い出 Last Christmas（1992年）
- 夜逃げ屋本舗（1992年）
- すももももも（1995年）
- 打ち上げ花火、下から見るか? 横から見るか?（1995年） - 露店の客 役
- ご存知!ふんどし頭巾（1997年） - 榎田一平太 役
- 十五才 学校IV（2000年） - 大角 役
- 折り梅 [175]（2001年） - パン屋の主人 役
- ウォーターボーイズ（2001年） - 和菓子屋主人 役
- 劇場版 仮面ライダー龍騎 EPISODE FINAL （2002年） - 豪邸の主 役　※友情出演
- 地獄甲子園（2002年） - 十兵衛の親父 役
- ヘヴンズ・ドア 殺人症候群（2003年） MIRAI PICTURES JAPAN
- ぷりてぃ・ウーマン（2003年） - 畑中康雄 役
- ドラッグストア・ガール（2004年）
- 月とチェリー [176]（2004年） - 書店の店長 役
- 蟬しぐれ（2005年） - 小助 役
- 寝ずの番（2006年） - 田所 役
- 自虐の詩（2007年） - 新聞販売店主 役
- エクステ（2007年）
- マリと子犬の物語（2007年）
- 次郎長三国志（2008年） - 保下田の久六 役
- 僕の彼女はサイボーグ（2008年） - 駄菓子屋のオヤジ 役
- GOEMON（2009年）
- はやぶさ/HAYABUSA（2011年）
- ALWAYS 三丁目の夕日'64（2012年）
- テルマエ・ロマエ（2012年） - 部長 役
- 俺はまだ本気出してないだけ（2013年） - クニさん 役
- オシャレ番外地 [177]（2014年）
- 日々ロック（2014年） - 象徴さん 役
- ハッピーウエディング [178]（2015年）
- 任侠野郎（2016年） - 主演・柴田源治 役
- ローカル路線バス乗り継ぎの旅 THE MOVIE（2016年） - 主演[179]
- ママは日本へ嫁に行っちゃダメと言うけれど。（2016年） - モギサンパパ 役 [180]
- blank13（2018年、斎藤工監督）
- 海辺の映画館―キネマの玉手箱（2020年、大林宣彦監督） - 芹澤鴨 役

### オリジナルビデオ
- ザ・忍者ウォーリアーズ くノ一戦士（1991年 松竹ホームビデオ）
- パチンコ無宿（1995年 knack）
- 的中王 無敵のWAVE理論（2000年 ミュージアム）
- いけない!ルナ先生（2014年 SPOエンタテインメント）

### アダルトビデオ
- 危険に情事（KUKI/1987年） - 連続強姦魔役を漫画家の平口広美が演じており、蛭子はその婦女暴行事件を伝えるニュースキャスター役を演じている。
- 大人は判ってくれない。'88（KUKI/1988年） - 『ビデオ・ザ・ワールド』の1988年度年間作品賞受賞作品。ばちかぶりの田口トモロヲと共演。
- えびすさんがみてる（裏ビデオ/1990年頃） - 卑弥呼のデビュー作
- オジさんは泣いてます（VIP/1992年） - 平口広美監督作品。根本敬と共に友情出演。

### ゲーム
- 蛭子能収の大穴競艇（セタ）（プレイステーション/1996年)
  - 約400人の選手や競艇場のデータを閲覧できる「データベース」と、プレイヤーが競艇選手になって実際にレースに参加する「レースモード」、舟券を買って遊ぶことができる「ギャンブルモード」などが存在するが、衝突や転覆の概念が無く、真っ青な雪原でソリを使ってレースしていることを連想させるほど水の質感が描写されていないなどレースモードの完成度は低く、さらに表向きは蛭子が製作に協力していた扱いになっているが、蛭子は報酬目当てで安請け合いしながら実際には製作に関与してなかった[181]。ファミ通クロスレビューでは5、4、5、5の19点[182]。レビュアーは能動性が低く、レースでは自分の艇だけコーナリングが良くてテクニックもなく簡単に1位になれてしまう、レース予想するギャンブルモードは予想する材料が少なくて勘に頼らざるをえなくて搭載した意味すら分からない、蛭子による助言のシステムがほしかったとした一方で設定、演出は競艇ファンがにやりとする出来で競艇選手のデータベースがあるのもいいとした他、グラフィックについて賞賛した者と全体的に否定的だった者で分かれた[182]。
- 蛭子能収公式麻雀（ソフトバンク/2006年
- 蛭子式ドキドキ!? 麻雀（NTTドコモ/2006年

### アニメ
- ばなにゃ（2016年） - ナレーション

### CD
- 私の彼は意味がない（TACO） - ロリータ順子の替え歌
- 飯島真理の非売品CD Present（ALFA MOON INC/1989年）
- いとしのマックス〜ロカビリー・ジャングル・ミックス（デジタルグルーヴ歌謡曲/1995年） - 荒木一郎「いとしのマックス」のカバー
- えびすパイレーツのうた（マスターマックス/2000年） - パイレーツと共演
- HAVE A NICE DIE!（Pヴァイン/2007年） - 蛭子能収「切り裂きジャップ」収録

### PV
- AKB48『桜の花びらたち2008』 - 教師 役

### バラエティ
- 笑ってる場合ですよ!（フジテレビ）
- 笑っていいとも!（1987年、フジテレビ） - レギュラー・それ以外でも多数出演
- 11PM（日本テレビ ゲスト出演）
- クイズダービー（1989年11月25日、TBS） - ゲスト回答者
- クイズ世界はSHOW by ショーバイ!!（日本テレビ） - ジャイアント馬場と交互で準レギュラー
  - 新装開店!SHOW by ショーバイ!!
- ダウンタウンのガキの使いやあらへんで!（日本テレビ） - ゲスト出演
  - ガキの使い 笑ってはいけない熱血教師・完全版（2013年1月8日）
  - ガキの使い 絶対に集合しなくてはいけない!スマホなしで待ち合わせSP（2017年7月17日）
- スーパージョッキー（日本テレビ） - レギュラー出演
- たいむかぷせる（TBS） - レギュラー出演
- EXテレビ（日本テレビ[183]・よみうりテレビ[184]） - 番組コーナー「お暗いマンガ劇場」にレギュラー出演
- さんまのナンでもダービー（テレビ朝日）
- ニョキニョキ植物王国（テレビ東京）
- 超次元タイムボンバー（テレビ朝日）
- 世界まる見え!テレビ特捜部（日本テレビ）
- 極楽とんぼのこちらササキ研究所（テレビ東京）
- 大阪ほんわかテレビ（よみうりテレビ） - 漫画家のひさうちみちおと共にレギュラー出演
- ゴールデンタイム（フジテレビ）
- 目撃!ドキュン（テレビ朝日）
- 24時間テレビ（1992年 - 1996年、日本テレビ） - ゲスト出演
- 新橋ミュージックホール（よみうりテレビ） - 毎回いろんなキャラクターで登場
- 土曜スペシャル（テレビ東京） - これまで数回出演しているが、親子で出演したこともある
  - ローカル路線バス乗り継ぎの旅シリーズ - レギュラー
  - いい旅・夢気分 春の絶景SP（2018年3月17日） - 太川陽介、橋本マナミと共にゲスト出演
  - 太川・蛭子のローカル鉄道寄り道-レギュラー出演
  - ローカル路線バス乗り継ぎ対決旅 鬼ごっこ／陣取り合戦（2021年5月20日 - ） - イラストとアラーム「陣取られましたよ」などの音声。
- 大阪ほんわかテレビ（よみうりテレビ） - 一時期レギュラー
- 平成教育委員会（フジテレビ） - 一時期準レギュラー
- アリケン（テレビ東京） - 準レギュラー
- がっちりアカデミー!!（TBS） - ゲスト出演
- 王様のブランチ（1997年5月 - 1998年11月、TBS）
- さんま&くりぃむの芸能界(秘)個人情報グランプリ（2008年 - フジテレビ） - 第1回目から出演
- わたしが子どもだったころ（NHK総合、2008年9月8日）
- うわっ!ダマされた大賞（日本テレビ）
- 鶴瓶の家族に乾杯（2010年11月15日・22日、2018年3月12日、NHK総合） - ゲスト出演
- 本番前@控室（2011年4月5日 - 、BS11） - レギュラー出演
- 女傑の導き（2011年4月 - 6月、BS11） - レギュラー出演
- きらきらアフロ（2012年8月15日、テレビ大阪）
- 美の壺 正月特番「新春“邸宅スペシャル”」（2013年1月1日、NHK総合）
- ひまの湯（2013年9月8日、STV）
- みんなの疑問 ニュースなぜ太郎（2013年10月 - 、テレビ朝日）
- 腹ペコ!なでしこグルメ旅（2013年10月18日、テレビ東京）
- 千原ジュニアのヘベレケ（2013年10月28日、東海テレビ） - ゲスト出演
- バイキング （2014年11月21日 - 2015年3月6日・4月2日 - 、フジテレビ） - 金曜日コーナーレギュラー、コーナー開始以降は具志堅用高と交互に出演。2015年4月2日から木曜日準レギュラー
- 優しい人なら解ける クイズやさしいね（フジテレビ） - 準レギュラー出演
- でんぱジャック -World Wide Akihabara-（2015年3月1日 - 3月15日、フジテレビ） - ゲスト出演
- 孫まご旅（2015年3月8日、メ〜テレ）
- ヒルナンデス!（2015年4月1日、日本テレビ） - ゲスト出演
- アメトーーク!（2015年6月25日・7月9日、テレビ朝日） - ゲスト出演
- はに丸ジャーナル（2015年8月21日、NHK総合）
- ニッポン戦後サブカルチャー史Ⅱ「ヘタウマって何だ?」（2015年10月30日、NHK Eテレ） - ゲスト出演
- ビートたけしのTVタックル（2015年11月9日、テレビ朝日） - ゲスト出演
- 蛭子の図解の教典（2016年1月5日、テレビ東京） - MC[185]
- 遠くへ行きたい 第2300回「蛭子流 桃太郎の国をゆく-岡山県 岡山・高梁・湯原温泉-」（2016年3月27日、読売テレビ） - ゲスト出演
- 10min.ボックス テイクテック（2016年 - 、NHK総合） - ナレーション
- 出川哲朗の充電させてもらえませんか?（2017年1月1日、テレビ東京） - ゲスト出演
- 白昼夢（2017年10月23日・30日、フジテレビ） - 特殊漫画家の根本敬と共にゲスト出演
- バイタルTV「蛭子能収が行く!イチかバチかのバクチ飯」（2018年2月6日 - 、BS-TBS）
- メレンゲの気持ち（2018年3月17日、日本テレビ） - ゲスト出演
- オールスター感謝祭’18春（2018年3月31日、TBS） - ゲスト出演
- チマタの噺（2018年5月22日、テレビ東京） - ゲスト出演
- マツコ&有吉 かりそめ天国（2018年6月13日・8月1日・8月29日・11月21日、テレビ朝日） - ゲスト出演
- 帰れマンデー・見っけ隊!!（2018年6月18日、テレビ朝日） - ゲスト出演
- 痛快!明石家電視台（2018年6月18日、毎日放送） - 江川達也、森田まさのり、のむらしんぼ、はたのさとし、川口憲吾、葉月京、幸田廣信ら7人の漫画家と共にゲスト出演
- 100年先まで残したい日本の名曲3時間SP（2018年6月19日、テレビ東京） - ゲスト出演
- ウラマヨ!（関西テレビ） - パネラーとして不定期出演
- 太川蛭子の旅バラ（2019年4月18日-2019年12月25日、テレビ東京） - レギュラー出演
- 相席食堂（2019年7月2日、朝日放送） - ゲスト出演
- 有吉クイズ（2021年10月11日、2022年4月12日、テレビ朝日） - ビデオゲスト（有吉弘行と対談）[186][187]

他多数出演

### ドキュメンタリー
- ファミリーヒストリー「伝説の漁師集団 父は死の海にこぎだす」（2016年5月19日、NHK総合）
- 主治医が見つかる診療所（2020年7月9日、テレビ東京) - 認知症治療の専門病院で検査を実施[159]
- きょうの健康 あの人の健康法「認知症になってもオレはオレ」（2021年10月21日、NHK Eテレ）[188]
- 蛭子能収さんのお絵かき散歩（2023年9月18日、2024年3月24日、NHK総合）[189]

### CM
- 徳山ボート（1990年代）
- びわこボート（1993年頃） - CMの最後に「だからやめられない!びわこボート」と言う台詞を発していた。
- 福岡ボート
- 学生援護会
- 公共広告機構（現：ACジャパン） - ナレーション
- カルビー「焼きもろこし」(1989年)
- オートバックス（1992年）
- メルシャン（以前）
- グンゼ「GQ-1」（1995年）
- トヨタ自動車 「トヨタ・スターレット」（1996年） - 加藤紀子と共演、ABSとエビスの語呂合わせ
- 中部電力「電気温水器」（1998年） - 久本雅美と共演
- 東洋水産「ホットヌードル」 - 鈴木蘭々と共演
- 長崎歴史文化博物館（2011年） - 自身の個展『えびすリアリズム -蛭子さんの展覧会-』
- WILLCOM（2011年10月 - 11月・2012年3月 - ）
- フラワーギャラリー オランダヤ（地元長崎の花屋）
- 城南建設「住宅情報館」（2013年12月 - ） - くりぃむしちゅー、Rev. from DVLと共演
- マニュライフ生命（2014年12月 - ） - 太川陽介と共演
- Fuji & gumi Games「ファントム・オブ・キル」（2015年3月） - テレビCMの出演権を掛けでんぱ組.incと人気投票で対決し敗北。しかし、予想を超える投票数が集まったため1度のみ放映された。現在はYouTube公式チャンネルにて配信している。
- 日清食品 カップヌードルナイス（2017年4月 - ）
- Windows（2017年11月） - 息子の蛭子一郎と共に家族経営のクリエイティブユニット「EBS_KZ Inc.」（エビスカズインク）を2017年に11月に結成し、Windows 10の新CMを制作するクリエイティブ・ディレクターに就任している[190]。

### ネット配信
- マジすか学園5 第5話（2015年、Hulu） - おっちゃん 役
- AbemaPrime（2016年4月 - 、AbemaTV） - 木曜レギュラー[191]
- 蛭子能収の蛭子能収による蛭子能収のためのニュース（2017年4月30日、AbemaTV） - MC[192]
- 蛭子能収の蛭子能収による蛭子能収のためのニュースⅡ 蛭子が北朝鮮幽体離脱緊縛SP（2017年11月29日/12月30日、AbemaTV） - MC[193]
- 東京BTH〜TOKYO BLOOD TYPE HOUSE〜 第6話（2018年12月7日、Amazonプライム・ビデオ）[194]

## 解説・インタビュー
- 蛭子能収 / Yoshikazu Ebisu ヘタウマ漫画の先駆者 - Subculturepedia サブカルチャーペディア/サブカルチャーの百科事典
- 高杉弾インタビュー、『Quick Japan』Vol.19、構成：竹熊健太郎（高杉は『Jam』『HEAVEN』初代編集長）
- 山崎春美インタビュー、『Quick Japan』Vol.16、構成：竹熊健太郎（山崎は『HEAVEN』三代目編集長）]
- 山崎春美のスーパー変態インタビュー「女房の流産を心底喜んだ!? 異端漫画家 蛭子能収」 - Billy 1982年3月号
- 根本敬 MAISON D'ART "EBISU" 蛭子 能収／Yoshikazu EBISU 1997-2014 MAISON D'ART
- たけし・みうらじゅん・浅草キッドが語る!! 蛭子能収の秘密 - ウェイバックマシン（2015年1月9日アーカイブ分） - ビートニクラジオ（1998年7月26日）
- 蛭子能収作品レビュー『地獄に堕ちた教師ども』（青林堂・1981年）
- 漫画家・蛭子能収を再評価せよ!（ロフトプロジェクト） 2004年
- 浅草キッドのコラム「蛭子能収の呪いとは何か？」対談：浅草キッド×根本敬
- ロングインタビュー - R25
- 地上にはない美しさを求めて…黒いエビちゃん!笑う悪魔、地下住人の星・蛭子能収がOG降臨! (1/6)  - OCN TODAY（2009年11月25日）
- 驚愕の趣味嗜好が明らかに…黒いエビちゃんの興奮ポイントに一同唖然! (2/6)  - OCN TODAY（2009年11月25日）
- 不条理旋風、始動!プロ漫画家・蛭子能収、堂々のデビュー!! (3/6)  - OCN TODAY（2009年11月25日）
- 悪魔の癖にメス!蛭子能収が“笑う悪魔”と呼ばれる所以、真実はこれだ! (4/6)  - OCN TODAY（2009年11月25日）
- 暴言爆弾の絨毯爆撃!人の悲しみをあざ笑う蛭子能収の真意とは何か!? (5/6)  - OCN TODAY（2009年11月25日）
- できれば日の当たる場所へ…華やかな世界に背を向けているわけじゃない (6/6)  - OCN TODAY（2009年11月25日）
- 「いつも上司を殺していた」蛭子能収流・今を生き抜く処世術（日刊サイゾー） 2009年
- 根本敬が語る伝説の漫画雑誌「ガロ」と蛭子能収のアブない裏話（日刊サイゾー） 2010年
- ハッテンバプロダクション 根本敬インタビュー（マックスマガジン） 2010年
- ハッテンバプロダクション 蛭子能収インタビュー「世界にはばたけ！蛭子さん～そもそも、なぜ漫画家に？～」（マックスマガジン） 2010年
- 8/30「根本敬の映像夜間中学」は蛭子さん！タコ！ネコ！JAM！HEAVEN！（青林工藝舎編集部だより） 2012年
- 「奥さんさえいれば、友達はいらない」テレビでは見られない蛭子能収の人づきあい感（日刊サイゾー） 2014年
- 「人はそれぞれ自由に生きればいい」蛭子能収の最強の生き方を学ぶ（日刊サイゾー） 2015年
- Vol.164 蛭子能収「自由でいたいから自分で食う分は自分で稼ぐ」（就職ジャーナル） 2015年
- 蛭子能収 - スターアルバイト烈伝（バイト情報のバイトル） 2007年
- 蛭子能収が選ぶ「取り残された映画」10枚
- 蛭子能収「おひとりさまを笑うな」インタビューその1「自分の好きなことをしっかり持て!」 2015年
- 蛭子能収「おひとりさまを笑うな」インタビューその2「自己主張は自分にすればいい」 2015年
- 直撃！インタビュー!!は蛭子能収さん（ドカント） 2016年
- 蛭子能収 テレビの世界の扉を柄本明さんが開けてくれた（THE PAGE） 2016年
- 蛭子能収さんインタビュー（前編）「痛い目に遭っても仕事は断らない」2016年8月16日号（NexTalk） 2016年
- 蛭子能収さんインタビュー（後編）「相手が社長で自分は係長」2016年9月13日号（NexTalk） 2016年
- “Spectators Evergreen Library vol.19 BEHIND THE ISSUE スペクテイター「パンクマガジン『Jam』の神話」特集号／ヘタウマ・イラストレーションにまつわる対談「“ヘタウマ”の元祖・蛭子能収と渡辺和博を紹介する」”. 青野利光＋手塚能理子.   SHIPS MAG. 2018年1月25日閲覧。
- “幻の自販機本『HEAVEN』にUGルーツを追え!”. Cannabis C4.   BLUEBOX (2001年11月18日). 2017年6月17日閲覧。
- “私のイラストレーション史 南伸坊 長井さんはすごい人”. 南伸坊.   亜紀書房 (2017年7月31日). 2017年11月20日閲覧。
- “蛭子能収71歳。「キャリア45年」なのに“大御所扱い”されないフシギ”. 近藤正高.  文春オンライン (2018年10月21日). 2018年10月22日閲覧。
- つげパロディーの系譜『さん式』蛭子能収（高田馬場つげ義春研究会）
- 異色タレント・蛭子能収さん、実は超有能伝説。
- 蛭子能収 - 有名人データベース PASONICA JPN

### 雑誌
- 白夜書房『Billy』1982年3月号
  - 山崎春美のスーパー変態インタビュー「女房の流産を心底喜んだ!? 異端漫画家 蛭子能収」
- 21世紀社『ペリカンクラブ』1984年9月号
  - 特集＝蛭子能収スペシャル「何となく芸術座談会」
  - 座談：蛭子能収×根本敬×霜田恵美子×スージー甘金
- 宝島社『宝島』1993年2月9日号
  - 日本一カルトなおじさん漫画家 蛭子能収大研究（聞き手：手塚能理子）
  - 寄稿：根本敬＋みうらじゅん
- 青林堂『月刊漫画ガロ』1993年4月号「特集／蛭子能収」
  - 蛭子能収インタビュー「オレが死んだら食べてもいいよ」
  - 対談：蛭子能収×川崎ゆきお
  - 寄稿：根本敬＋末井昭＋巻上公一
- 青林堂『月刊漫画ガロ』1993年9月号「特集／三流エロ雑誌の黄金時代」
- 青林堂『月刊漫画ガロ』1995年4月号「特集／世紀末」
  - ガロ名作劇場36：蛭子能収＋長井勝一インタビュー（聞き手：手塚能理子）
- 宝島社『別冊宝島250 トンデモ悪趣味の本』（1996年）
  - 蛭子能収インタビュー「茶の間のピンヘッドは無意識の殺人者!?」
  - 文&画＝根本敬（特殊漫画家）
- ロフトブックス『TALKING LOFT3世』VOL.2（1999年）
  - 対談：根本敬×白取千夏雄×サエキけんぞう×鶴岡法斎「ねこぢる追悼ナイト」 - ウェイバックマシン（2019年9月13日アーカイブ分）
- 青林工藝舎『アックス』Vol.89（2012年）
  - 特別企画：復活!!タコ CD BOX発売記念再会対談 山崎春美×蛭子能収…そして根本敬・湯浅学（at映像夜間中学）
- 青林工藝舎『アックス』Vol.113（2016年）
  - 特集：蛭子能収『地獄に堕ちた教師ども』復活記念「ドキュメント蛭子能収 オレ、何するんだったけ？」
  - 聞き手兼記憶補佐役：根本敬／進行係：高市真紀／寄稿：山崎春美
- エディトリアル・デパートメント／幻冬舎『スペクテイター』39号（2017年）
  - 特集：パンクマガジン『Jam』の神話

### 書籍
- ガロ史編纂委員会『ガロ曼陀羅』（TBSブリタニカ 1991年）
- 根本敬『因果鉄道の旅』（KKベストセラーズ 1993年）
- 根本敬『人生解毒波止場』（洋泉社 1995年）
- 蛭子能収『私はバカになりたい』（青林堂 1982年）
- 蛭子能収『なんとなくピンピン』（青林堂 1983年）
- 蛭子能収『私は何も考えない』（青林堂 1983年）
- 蛭子能収『サラリーマン危機一発』（河出書房新社 1985年 ）
- 蛭子能収『家族天国』（双葉社 1986年）
- 蛭子能収『正直エビス』（新宿書房 1996年）
  - 「月刊漫画『ガロ』を思う」
- 蛭子能収『地獄を見た男』（マガジンファイブ 2004年）
  - 根本敬「日常風景としての地獄」189-191頁。
- 蛭子能収『ひとりぼっちを笑うな』（KADOKAWA 2014年）
- 蛭子能収『蛭子能収のゆるゆる人生相談』（光文社 2015年）
- 蛭子能収『地獄に堕ちた教師ども』（青林工藝舎 2016年）